# Giro d'Italia 2017
Il Giro d'Italia 2017, centesima edizione della corsa, valido come ventunesima prova dell'UCI World Tour 2017, si svolse in ventuno tappe dal 5 al 28 maggio 2017 per un totale di 3 609,1 km, con partenza da Alghero. La vittoria fu conquistata dall'olandese Tom Dumoulin, che completò il percorso in 90h34'54", alla media di 39,844 km/h, precedendo sul traguardo finale di Milano il colombiano Nairo Quintana e l'italiano Vincenzo Nibali.
Sul traguardo finale, 161 dei 197 ciclisti partiti da Alghero conclusero la competizione.
In questa edizione del Giro fu reintrodotta la maglia ciclamino per identificare il leader della classifica a punti.

## Percorso

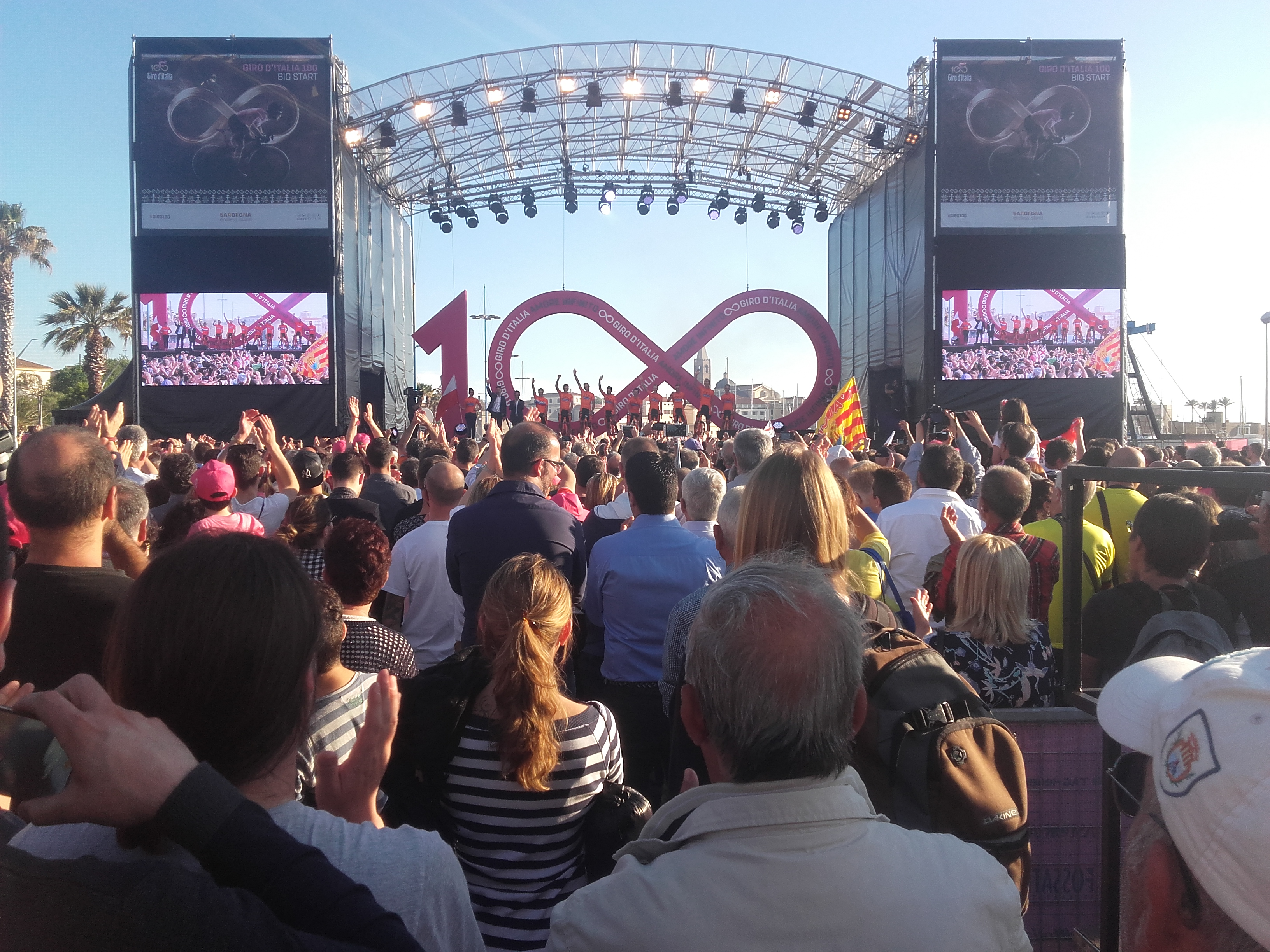
Il palco dove ha preso il via la manifestazione, allestito nel porto di Alghero

Le prime tre tappe del percorso furono annunciate il 14 settembre 2016, mentre la parte rimanente del programma fu presentata il 25 ottobre.
L'edizione 2017 partì il 5 maggio da Alghero in Sardegna dove si corsero le prime tre tappe, con arrivi rispettivamente a Olbia, Tortolì e Cagliari. Dopo il primo giorno di riposo, lunedì 8 maggio, la corsa si spostò in Sicilia con il primo arrivo in salita sull'Etna. Dopo un'altra tappa in terra sicula (con traguardo a Messina) il percorso risalì dalla Calabria verso nord.
La nona tappa presentò il secondo arrivo in salita al Blockhaus, sulla Maiella; quindi, dopo il secondo giorno di riposo, la prima gara a cronometro sul percorso denominato Sagrantino Stage da Foligno a Montefalco. L'undicesima tappa del 17 maggio fu dedicata a Gino Bartali, con la partenza da Ponte a Ema (suo paese natale), mentre nella tredicesima e nella quattordicesima frazione si ricordò Fausto Coppi, rispettivamente con l'arrivo a Tortona, dove "il Campionissimo" morì, e la partenza da Castellania, suo paese natale.
Il 20 maggio si ebbe il terzo arrivo in salita al Santuario di Oropa, la "Montagna Pantani" dell'edizione 2017. Dopo il terzo giorno di sosta, nell'ultima settimana il percorso previde altre frazioni alpine, con la scalata al Mortirolo, allo Stelvio (Cima Coppi, 2758 m) e al Giogo di Santa Maria nella sedicesima tappa, Aprica e Tonale nella diciassettesima tappa, Passo Pordoi, Passo di Valparola, Passo Gardena e quarto arrivo in salita a Ortisei nella diciottesima. Nella diciannovesima frazione si affrontò il quinto e ultimo arrivo in quota a Piancavallo, mentre la ventesima tappa, l'ultima di montagna, giunse ad Asiago con passaggio sul Monte Grappa. Chiuse il programma della centesima edizione la cronometro conclusiva, dall'autodromo di Monza a Milano.

## Tappe
| Tappa  | Data      | Percorso                                                 | km      | Vincitore di tappa | Leader cl. generale |
| ------ | --------- | -------------------------------------------------------- | ------- | ------------------ | ------------------- |
| 1ª     | 5 maggio  | Alghero > Olbia                                          | 206     | Lukas Pöstlberger  | Lukas Pöstlberger   |
| 2ª     | 6 maggio  | Olbia > Tortolì                                          | 221     | André Greipel      | André Greipel       |
| 3ª     | 7 maggio  | Tortolì > Cagliari                                       | 148     | Fernando Gaviria   | Fernando Gaviria    |
|        | 8 maggio  | giorno di riposo                                         |         |                    |                     |
| 4ª     | 9 maggio  | Cefalù > Etna (Rifugio Sapienza)                         | 181     | Jan Polanc         | Bob Jungels         |
| 5ª     | 10 maggio | Pedara > Messina                                         | 159     | Fernando Gaviria   | Bob Jungels         |
| 6ª     | 11 maggio | Reggio Calabria > Terme Luigiane                         | 217     | Silvan Dillier     | Bob Jungels         |
| 7ª     | 12 maggio | Castrovillari > Alberobello (Valle d'Itria)              | 224     | Caleb Ewan         | Bob Jungels         |
| 8ª     | 13 maggio | Molfetta > Peschici                                      | 189     | Gorka Izagirre     | Bob Jungels         |
| 9ª     | 14 maggio | Montenero di Bisaccia > Blockhaus                        | 149     | Nairo Quintana     | Nairo Quintana      |
|        | 15 maggio | giorno di riposo                                         |         |                    |                     |
| 10ª    | 16 maggio | Foligno > Montefalco (cron. individuale)                 | 39,8    | Tom Dumoulin       | Tom Dumoulin        |
| 11ª    | 17 maggio | Firenze (Ponte a Ema) > Bagno di Romagna                 | 161     | Omar Fraile        | Tom Dumoulin        |
| 12ª    | 18 maggio | Forlì > Reggio Emilia                                    | 229     | Fernando Gaviria   | Tom Dumoulin        |
| 13ª    | 19 maggio | Reggio Emilia > Tortona                                  | 167     | Fernando Gaviria   | Tom Dumoulin        |
| 14ª    | 20 maggio | Castellania > Oropa (Biella)                             | 131     | Tom Dumoulin       | Tom Dumoulin        |
| 15ª    | 21 maggio | Valdengo > Bergamo                                       | 199     | Bob Jungels        | Tom Dumoulin        |
|        | 22 maggio | giorno di riposo                                         |         |                    |                     |
| 16ª    | 23 maggio | Rovetta > Bormio                                         | 222     | Vincenzo Nibali    | Tom Dumoulin        |
| 17ª    | 24 maggio | Tirano > Canazei (Val di Fassa)                          | 219     | Pierre Rolland     | Tom Dumoulin        |
| 18ª    | 25 maggio | Moena (Val di Fassa) > Ortisei                           | 137     | Tejay van Garderen | Tom Dumoulin        |
| 19ª    | 26 maggio | San Candido > Piancavallo                                | 191     | Mikel Landa        | Nairo Quintana      |
| 20ª    | 27 maggio | Pordenone > Asiago                                       | 190     | Thibaut Pinot      | Nairo Quintana      |
| 21ª    | 28 maggio | Monza (Autodromo Nazionale) > Milano (cron. individuale) | 29,3    | Jos van Emden      | Tom Dumoulin        |
| Totale | Totale    | Totale                                                   | 3 609,1 |                    |                     |

## Squadre e corridori partecipanti
Al Giro parteciparono 22 squadre composte da 9 corridori. L'Astana Pro Team tuttavia, per onorare Michele Scarponi, deceduto poco prima dell'inizio della Corsa Rosa, prese parte con 8 ciclisti; la Bardiani-CSF invece non schierò ai nastri di partenza Stefano Pirazzi e Nicola Ruffoni, sospesi per presunto uso di sostanze dopanti: i partecipanti furono pertanto 195. Alle 18 squadre con licenza World Tour (partecipanti di diritto) si aggiunsero 4 squadre Professional Continental invitate dall'organizzazione: la già citata Bardiani-CSF, CCC Sprandi Polkowice, Wilier Triestina-Selle Italia e Gazprom-RusVelo.
| N.      | Cod. | Squadra               |
| ------- | ---- | --------------------- |
| 1-9     | TBM  | Bahrain-Merida        |
| 11-19   | ALM  | AG2R La Mondiale      |
| 22-29   | AST  | Astana Pro Team       |
| 31-39   | BRD  | Bardiani-CSF          |
| 41-49   | BMC  | BMC Racing Team       |
| 51-59   | BOH  | Bora-Hansgrohe        |
| 61-69   | CDT  | Cannondale-Drapac     |
| 71-79   | CCC  | CCC Sprandi Polkowice |
| 81-89   | FDJ  | FDJ                   |
| 91-99   | GAZ  | Gazprom-RusVelo       |
| 100-109 | LTS  | Lotto-Soudal          |

| N.      | Cod. | Squadra                       |
| ------- | ---- | ----------------------------- |
| 111-119 | MOV  | Movistar Team                 |
| 121-129 | ORS  | Orica-Scott                   |
| 131-139 | QST  | Quick-Step Floors             |
| 141-149 | DDD  | Team Dimension Data           |
| 151-159 | KAT  | Team Katusha-Alpecin          |
| 161-169 | TLJ  | Team Lotto NL-Jumbo           |
| 171-179 | SKY  | Team Sky                      |
| 181-189 | SUN  | Team Sunweb                   |
| 191-199 | TFS  | Trek-Segafredo                |
| 201-209 | UAD  | UAE Team Emirates             |
| 211-219 | WIL  | Wilier Triestina-Selle Italia |

## Dettagli delle tappe

### 1ª tappa
- 5 maggio: Alghero > Olbia – 206 km

Risultati
| Pos. | Corridore         | Squadra | Tempo    |
| ---- | ----------------- | ------- | -------- |
| 1    | Lukas Pöstlberger | Bora    | 5h13'35" |
| 2    | Caleb Ewan        | Orica   | s.t.     |
| 3    | André Greipel     | Lotto   | s.t.     |

| Pos. | Corridore         | Squadra | Tempo    |
| ---- | ----------------- | ------- | -------- |
| 1    | Lukas Pöstlberger | Bora    | 5h13'25" |
| 2    | Caleb Ewan        | Orica   | a 4"     |
| 3    | André Greipel     | Lotto   | a 6"     |

Descrizione e riassunto

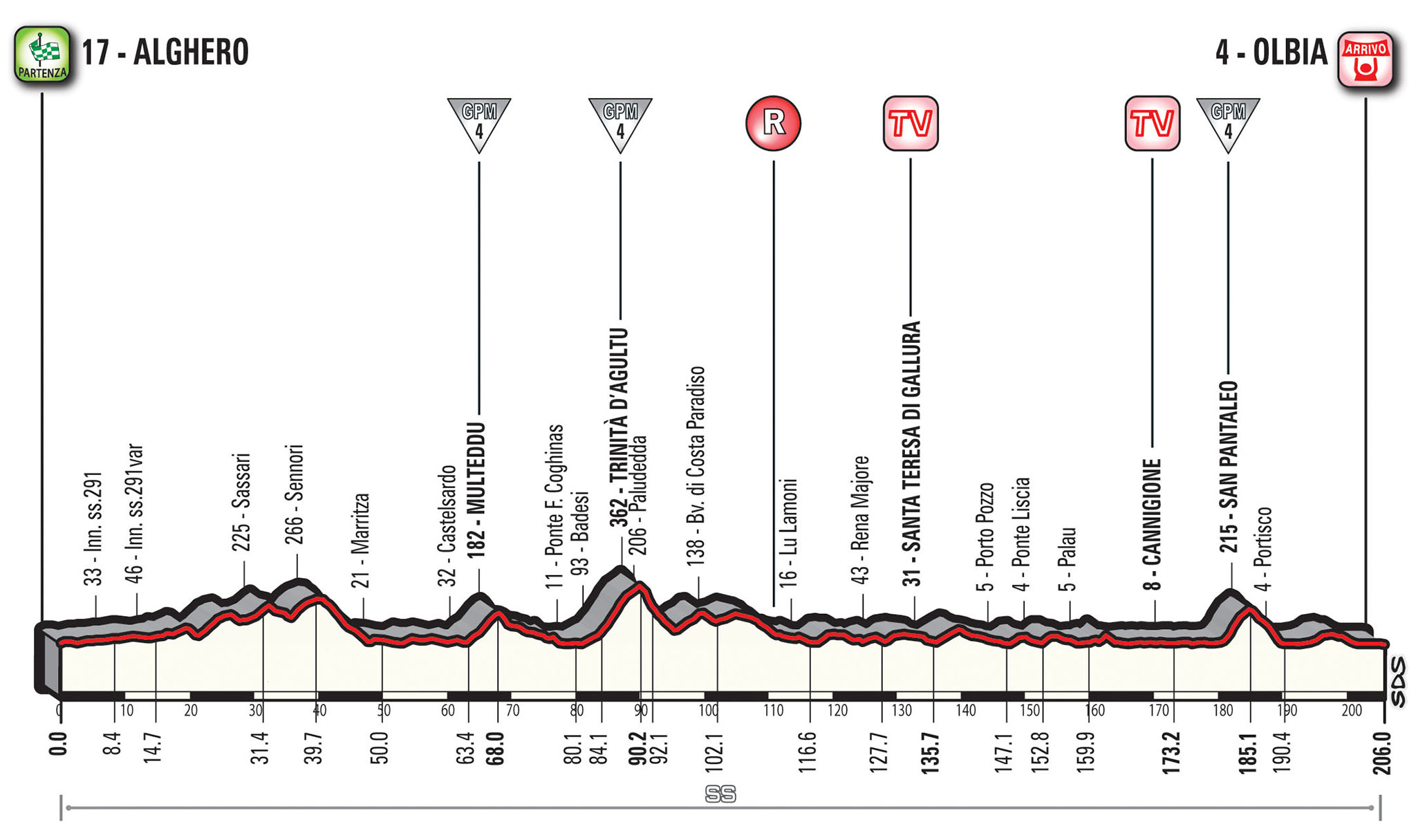

Prima tappa con arrivo adatto ai velocisti: nel finale la fuga di giornata è ripresa e a un chilometro dal traguardo Lukas Pöstlberger della Bora-Hansgrohe esce dal gruppo e va a vincere in solitaria beffando i velocisti, favorito da un percorso che nell'ultimo chilometro prevedeva diverse curve. La volata dei battuti è vinta da Caleb Ewan su André Greipel, Giacomo Nizzolo, Sacha Modolo e Kristian Sbaragli. Postlberger prende la maglia rosa; per la tappa successiva la maglia ciclamino è vestita da Ewan per la classifica a punti e la maglia bianca dei migliori giovani è vestita da Jasper Stuyven nonostante in entrambe sia primo l'austriaco maglia rosa.

### 2ª tappa
- 6 maggio: Olbia > Tortolì – 221 km

Risultati
| Pos. | Corridore       | Squadra | Tempo    |
| ---- | --------------- | ------- | -------- |
| 1    | André Greipel   | Lotto   | 6h05'18" |
| 2    | Roberto Ferrari | UAE     | s.t.     |
| 3    | Jasper Stuyven  | Trek    | s.t.     |

| Pos. | Corridore         | Squadra | Tempo     |
| ---- | ----------------- | ------- | --------- |
| 1    | André Greipel     | Lotto   | 11h18'39" |
| 2    | Lukas Pöstlberger | Bora    | a 4"      |
| 3    | Caleb Ewan        | Orica   | a 8"      |

Descrizione e riassunto

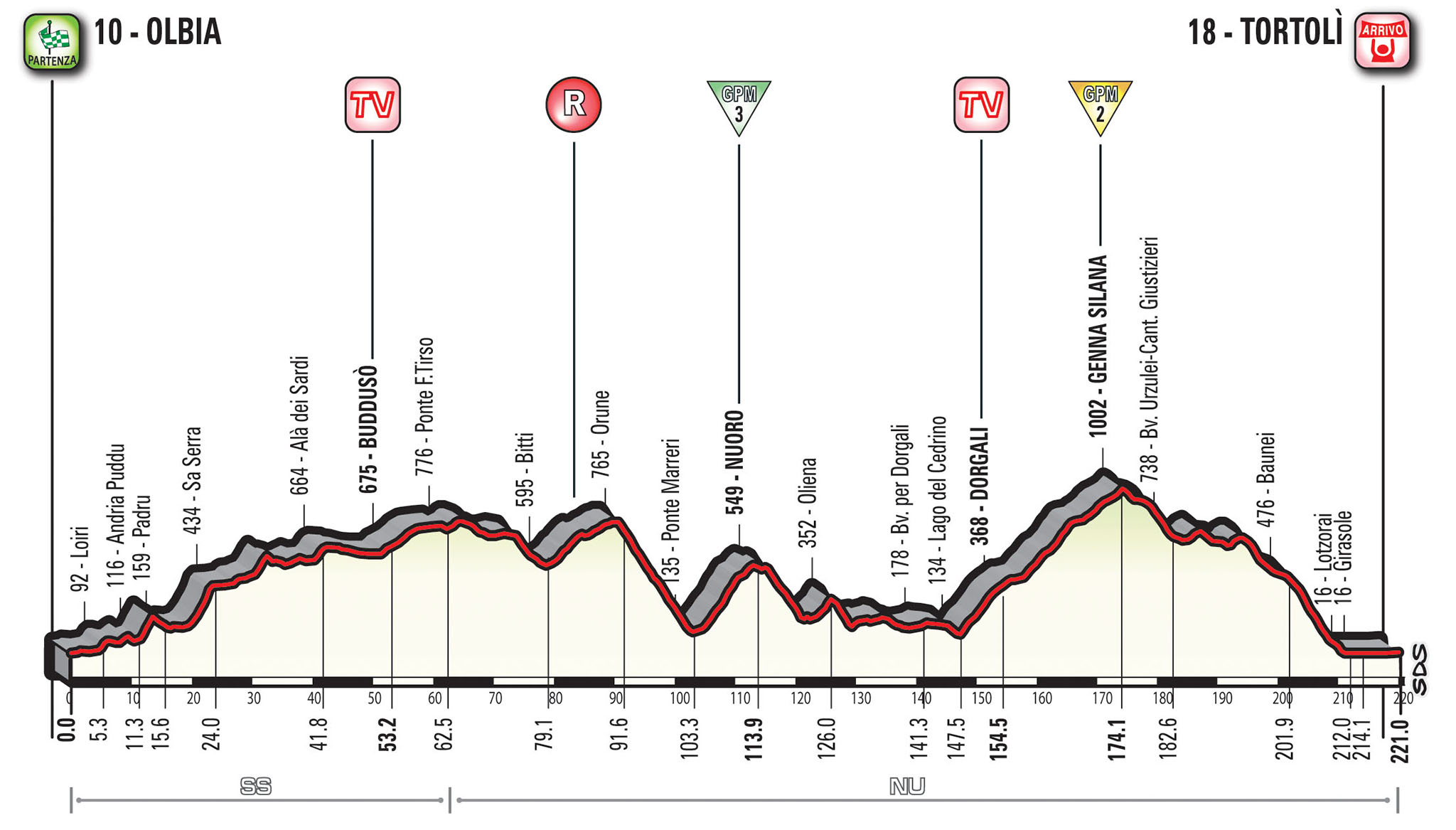

Anche la seconda tappa del Giro 2017 prevede più di 200 km e un arrivo adatto alle ruote veloci.
Negli ultimi venti chilometri, il vincitore del Giro 2016 Vincenzo Nibali decide di mettere la sua squadra davanti a tirare e perde contatto Ilnur Zakarin, tra i favoriti per la classifica generale. Tra i favoriti del giorno, si stacca Nizzolo.
In volata vince di potenza Greipel davanti a Ferrari, Stuyven, Fernando Gaviria e Sbaragli. Ottavo Geraint Thomas, Zakarin arriva a 20" di ritardo.
Greipel prende la maglia rosa e quella della classifica a punti.

### 3ª tappa
- 7 maggio: Tortolì > Cagliari – 148 km

Risultati
| Pos. | Corridore        | Squadra    | Tempo    |
| ---- | ---------------- | ---------- | -------- |
| 1    | Fernando Gaviria | Quick-Step | 3h26'33" |
| 2    | Rüdiger Selig    | Bora       | s.t.     |
| 3    | Giacomo Nizzolo  | Trek       | s.t.     |

| Pos. | Corridore         | Squadra    | Tempo     |
| ---- | ----------------- | ---------- | --------- |
| 1    | Fernando Gaviria  | Quick-Step | 14h45'16" |
| 2    | André Greipel     | Lotto      | a 9"      |
| 3    | Lukas Pöstlberger | Bora       | a 13"     |

Descrizione e riassunto

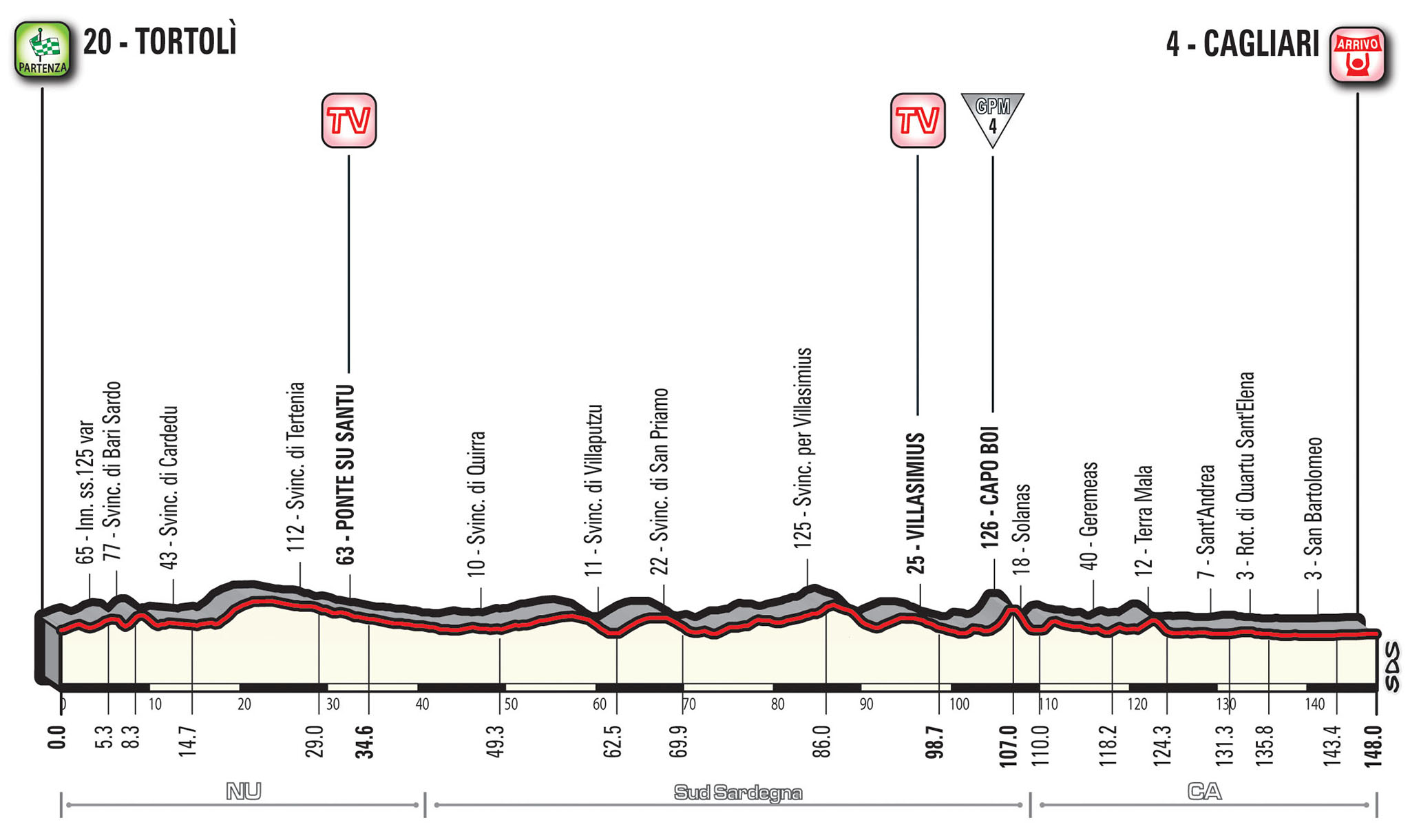

Terza frazione in terra sarda. Arrivo per velocisti, ma la frazione è caratterizzata prima dalle forature, tra gli altri bucano Zakarin, Pozzato e Bob Jungels, e nel finale dal forte vento.
A 10 chilometri dall'arrivo infatti il forte maestrale sul lungomare del Poetto spacca il gruppo e, grazie ai ventagli, è il blocco della Quick-Step ad avvantaggiarsi. La tappa finisce in volata ristretta: Gaviria batte Rüdiger Selig, Nizzolo, Nathan Haas e Maximiliano Richeze. Jungels, che era rientrato in gruppo, è il traino della sua squadra e giunge settimo guadagnando secondi sugli avversari per la generale. Perdono una decina di secondi Ewan, Modolo e la maglia rosa Greipel, che deve cedere il primato a Gaviria a causa del ritardo.

### 4ª tappa
- 9 maggio: Cefalù > Etna/Rifugio Sapienza – 181 km

Risultati
| Pos. | Corridore      | Squadra | Tempo    |
| ---- | -------------- | ------- | -------- |
| 1    | Jan Polanc     | UAE     | 4h55'58" |
| 2    | Il'nur Zakarin | Katusha | a 19"    |
| 3    | Geraint Thomas | Sky     | a 29"    |

| Pos. | Corridore      | Squadra    | Tempo     |
| ---- | -------------- | ---------- | --------- |
| 1    | Bob Jungels    | Quick-Step | 19h41'56" |
| 2    | Geraint Thomas | Sky        | a 6"      |
| 3    | Adam Yates     | Orica      | a 10"     |

Descrizione e riassunto

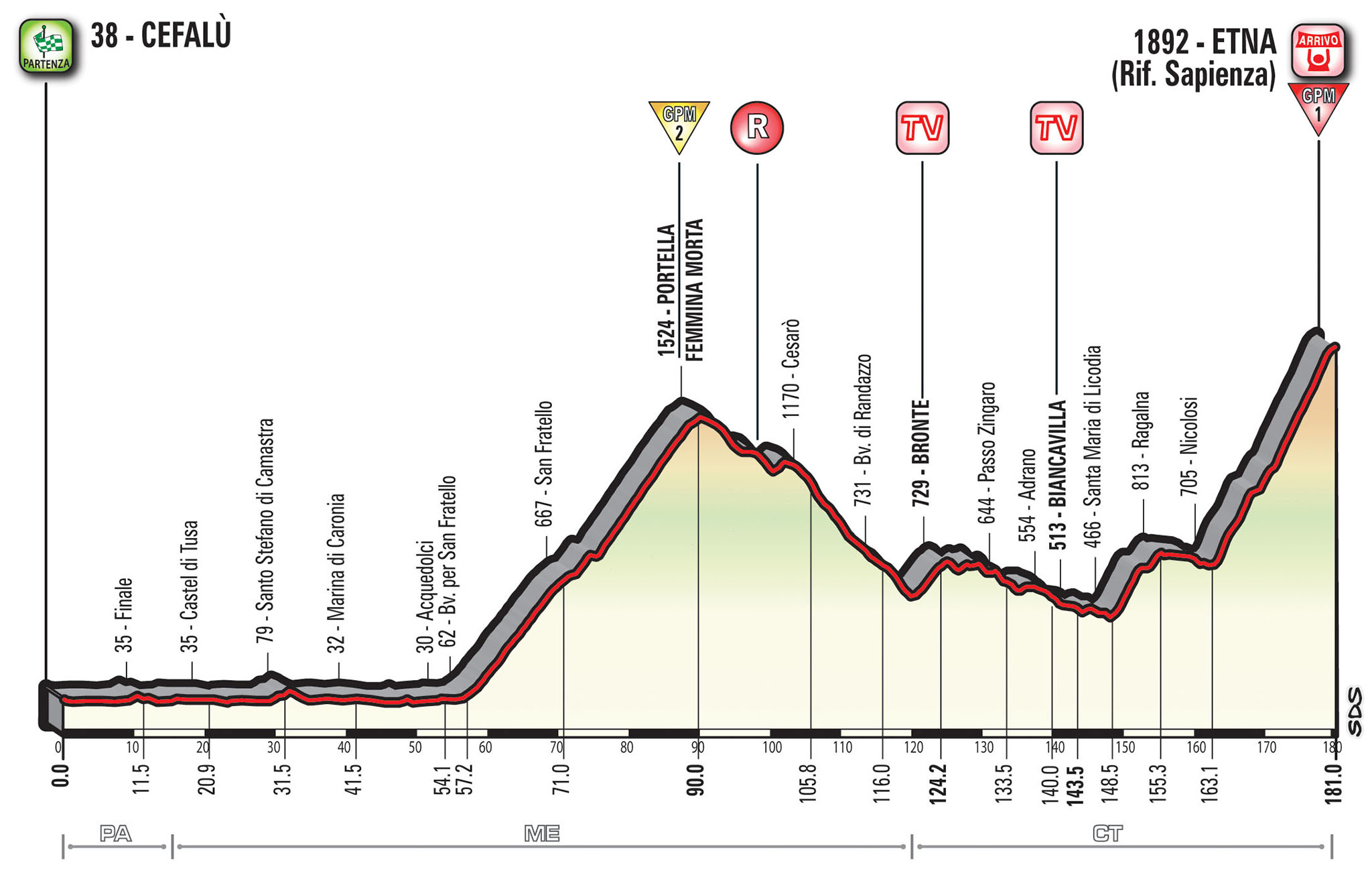

Il primo arrivo in salita è fissato nella quarta frazione, dopo il giorno di pausa. Dalla Sardegna il gruppo si sposta in Sicilia. Vanno in fuga in quattro - Eugenio Alafaci (Trek), Reinardt Janse van Rensburg (Dimension Data), Jan Polanc (UAE Emirates) e Pavel Brutt (Gazprom) - e totalizzano un vantaggio massimo di otto minuti. La tappa presenta un dislivello superiore ai 4.000 metri e il gruppo maglia rosa non forza l'inseguimento ai fuggitivi. Nel quartetto di testa si staccano prima Alafaci, poi Brutt. Dietro, in discesa Gaviria va lungo e provoca le cadute di Steven Kruijswijk e di Zakarin.
Polanc e Van Rensburg arrivano ai piedi dell'Etna: poco meno di 18 km con una pendenza media del 6,6% che raggiunge picchi del 12%. Il ciclista della Dimension Data non regge e Polanc si avvia al successo da solo. Nel gruppetto Mikel Landa fora, riuscendo a rientrare a fatica. Paolo Tiralongo, Pierre Rolland e Franco Pellizotti, gregario di Nibali, tentano l'attacco. Lo sloveno Polanc vince sull'Etna davanti a Zakarin, che stacca i migliori prendendo 10" a Thomas, Thibaut Pinot, Dario Cataldo, Tom Dumoulin e Jungels, quarta maglia rosa in quattro giornate. Coi migliori anche Adam Yates, Nibali, Nairo Quintana, Simone Petilli, Domenico Pozzovivo, Landa, Tejay van Garderen, Davide Formolo e Kruijswijk.
Si ritira Rohan Dennis, caduto nella tappa di Cagliari.
Jungels comanda la generale davanti a Thomas (6") e a diversi ciclisti staccati di 10", tra cui Nibali, Quintana e Dumoulin.

### 5ª tappa
- 10 maggio: Pedara > Messina – 159 km

Risultati
| Pos. | Corridore        | Squadra      | Tempo    |
| ---- | ---------------- | ------------ | -------- |
| 1    | Fernando Gaviria | Quick-Step   | 3h40'11" |
| 2    | Jakub Mareczko   | Wilier Selle | s.t.     |
| 3    | Sam Bennett      | Bora         | s.t.     |

| Pos. | Corridore      | Squadra    | Tempo     |
| ---- | -------------- | ---------- | --------- |
| 1    | Bob Jungels    | Quick-Step | 23h22'07" |
| 2    | Geraint Thomas | Sky        | a 6"      |
| 3    | Adam Yates     | Orica      | a 10"     |

Descrizione e riassunto

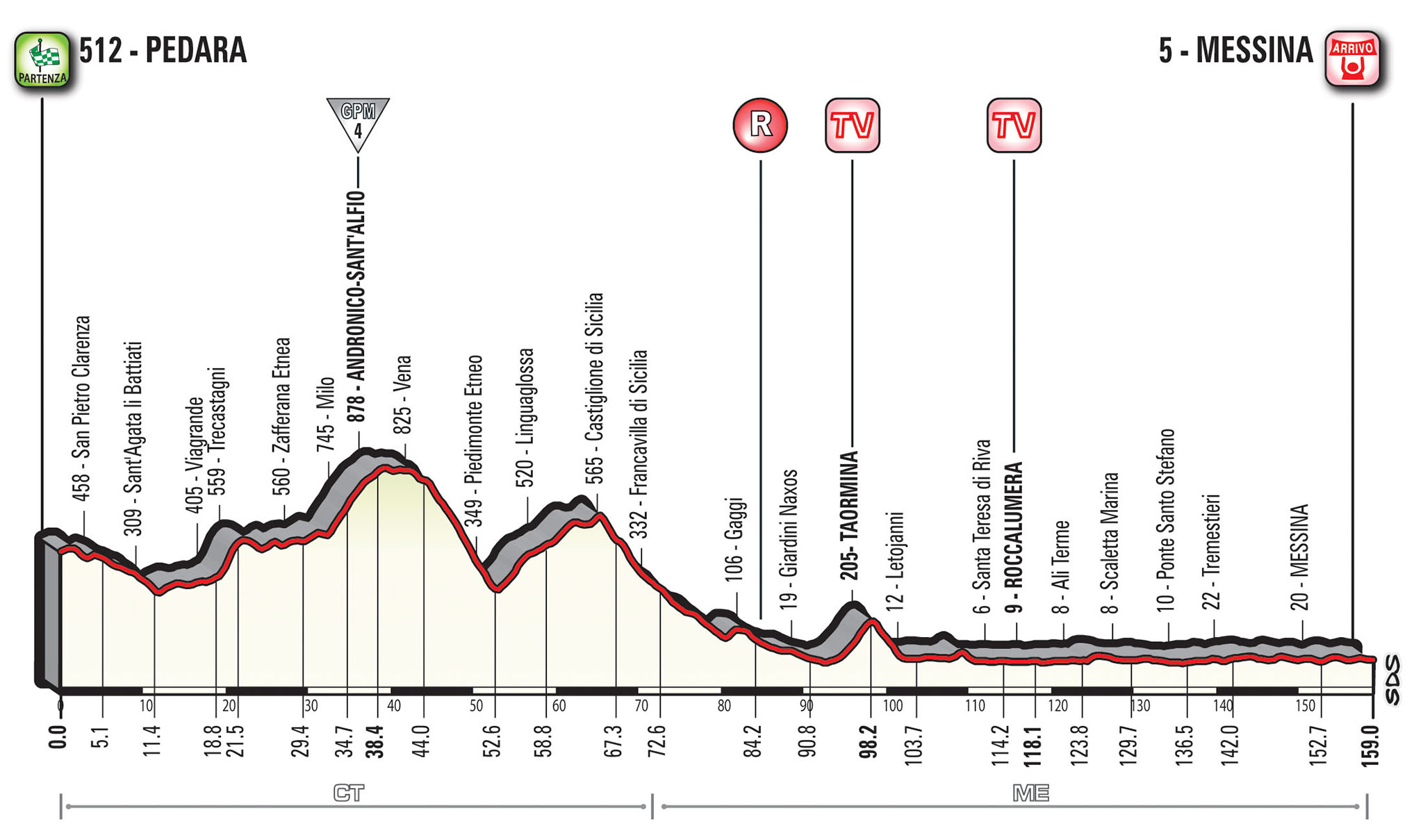

La quinta tappa, con arrivo a Messina, torna a essere alla portata dei velocisti. Verso il finale Luka Pibernik, sloveno della Bahrain-Merida attacca il gruppo principale ed esulta tagliando per primo la linea del traguardo pensando che la corsa sia finita: mancando invece 6,3 km, il gruppo deve fare un altro giro.
La volata è vinta ancora una volta da Gaviria che supera Jakub Mareczko, Bennett, Greipel, Phil Bauhaus e Sbaragli. Pibernik chiude 148º con 20" di ritardo da Gaviria.
La generale resta invariata. Gaviria scavalca Greipel nella classifica a punti.

### 6ª tappa
- 11 maggio: Reggio Calabria > Terme Luigiane – 217 km

Risultati
| Pos. | Corridore         | Squadra | Tempo    |
| ---- | ----------------- | ------- | -------- |
| 1    | Silvan Dillier    | BMC     | 4h58'01" |
| 2    | Jasper Stuyven    | Trek    | s.t.     |
| 3    | Lukas Pöstlberger | Bora    | a 12"    |

| Pos. | Corridore      | Squadra    | Tempo     |
| ---- | -------------- | ---------- | --------- |
| 1    | Bob Jungels    | Quick-Step | 28h20'47" |
| 2    | Geraint Thomas | Sky        | a 6"      |
| 3    | Adam Yates     | Orica      | a 10"     |

Descrizione e riassunto

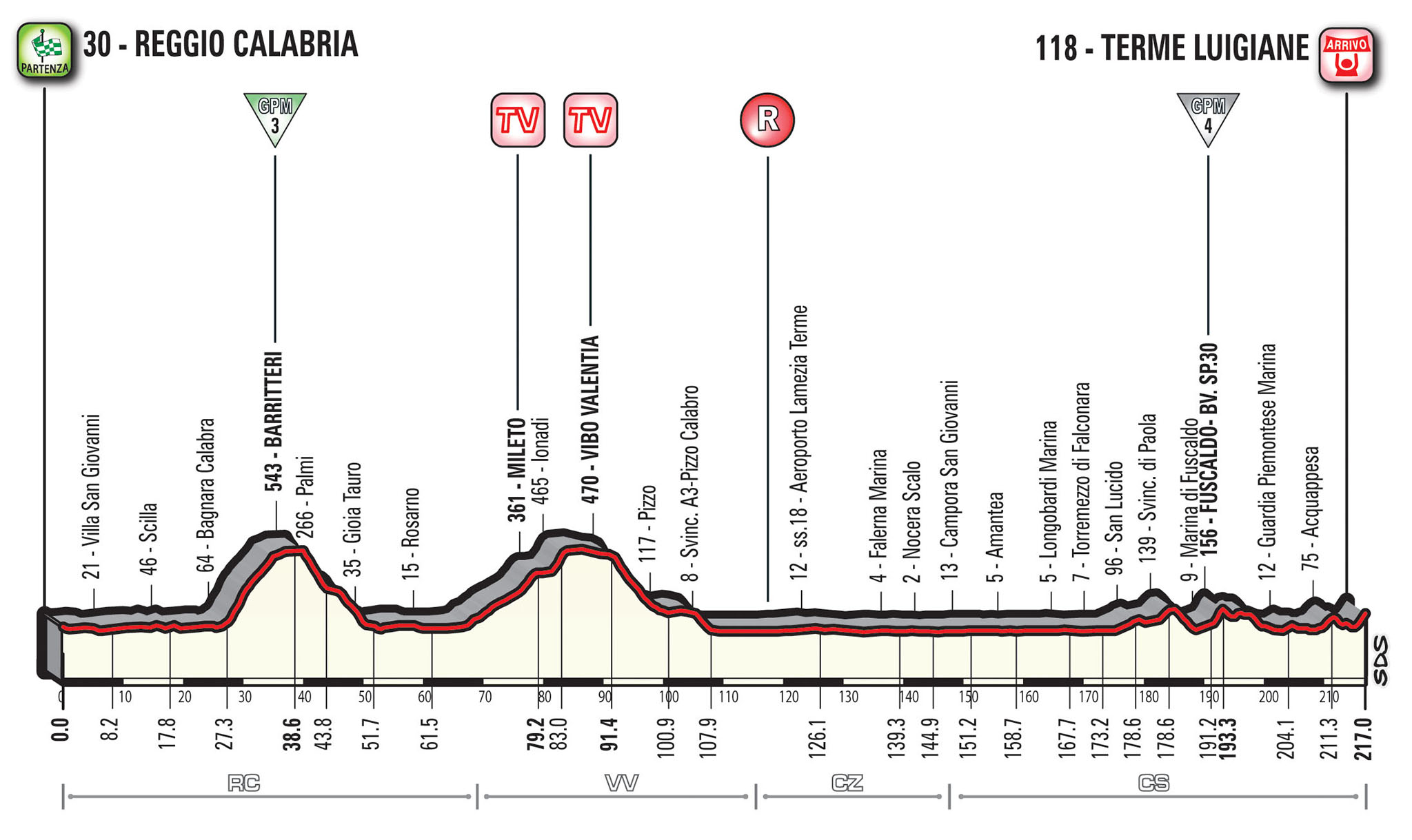

La sesta frazione del Giro 100 ha inizio sul Lungomare Falcomatà di Reggio Calabria sviluppandosi interamente sulla strada statale 18 Tirrena Inferiore fino al traguardo di Terme Luigiane. Partita la carovana dalla città dello Stretto, la tappa è animata fin dai primi chilometri da una fuga iniziata dal belga Jasper Stuyven e dal danese Mads Pedersen della Trek, ai quali si aggiungono subito l'italiano Simone Andreetta della Bardiani, lo svizzero Silvan Dillier della BMC e l'austriaco Lukas Pöstlberger della Bora, già maglia rosa nella prima tappa. Superate Scilla e Bagnara Calabra, la prima asperità della tappa è il GPM di 3ª categoria di Barritteri, posto sulla sommità del monte Sant'Elia di Palmi, vinto da Andreetta. Dopo essere scesi alla volta di Gioia Tauro e Rosarno, il percorso torna a salire verso Vibo Valentia, passando per i traguardi volanti di Mileto e del capoluogo vibonese, vinti entrambi da Stuyven. Il percorso torna quindi a scendere nuovamente lungo la costa calabrese, passando dalle località di Lamezia Terme e Amantea, e i cinque fuggitivi ottengono un vantaggio massimo di cinque minuti, con il gruppo controllato dalle squadre Wilier-Selle Italia e Cannondale-Drapac per cercare annullare il distacco. Alla seconda asperità di giornata, il GPM di 4ª categoria di Fuscaldo a 24 km dall'arrivo, i fuggitivi mantengono un vantaggio di circa tre minuti sul gruppo e passa per primo sul traguardo della salita l'austriaco Pöstlberger. Nello strappo finale di Terme Luigiane, Andreetta cede e Pedersen rallenta, con i restanti tre che si giocano la tappa: in volata Dillier resiste alla partenza di Stuyven, lo salta e vince la frazione; terzo Pöstlberger. I migliori arrivano compatti a 39" dal vincitore e la classifica generale non cambia, con il lussemburghese Bob Jungels che resta in maglia rosa.

### 7ª tappa
- 12 maggio: Castrovillari > Alberobello – 224 km

Risultati
| Pos. | Corridore        | Squadra    | Tempo    |
| ---- | ---------------- | ---------- | -------- |
| 1    | Caleb Ewan       | Orica      | 5h38'18" |
| 2    | Fernando Gaviria | Quick-Step | s.t.     |
| 3    | Sam Bennett      | Bora       | s.t.     |

| Pos. | Corridore      | Squadra    | Tempo     |
| ---- | -------------- | ---------- | --------- |
| 1    | Bob Jungels    | Quick-Step | 33h56'07" |
| 2    | Geraint Thomas | Sky        | a 6"      |
| 3    | Adam Yates     | Orica      | a 10"     |

Descrizione e riassunto

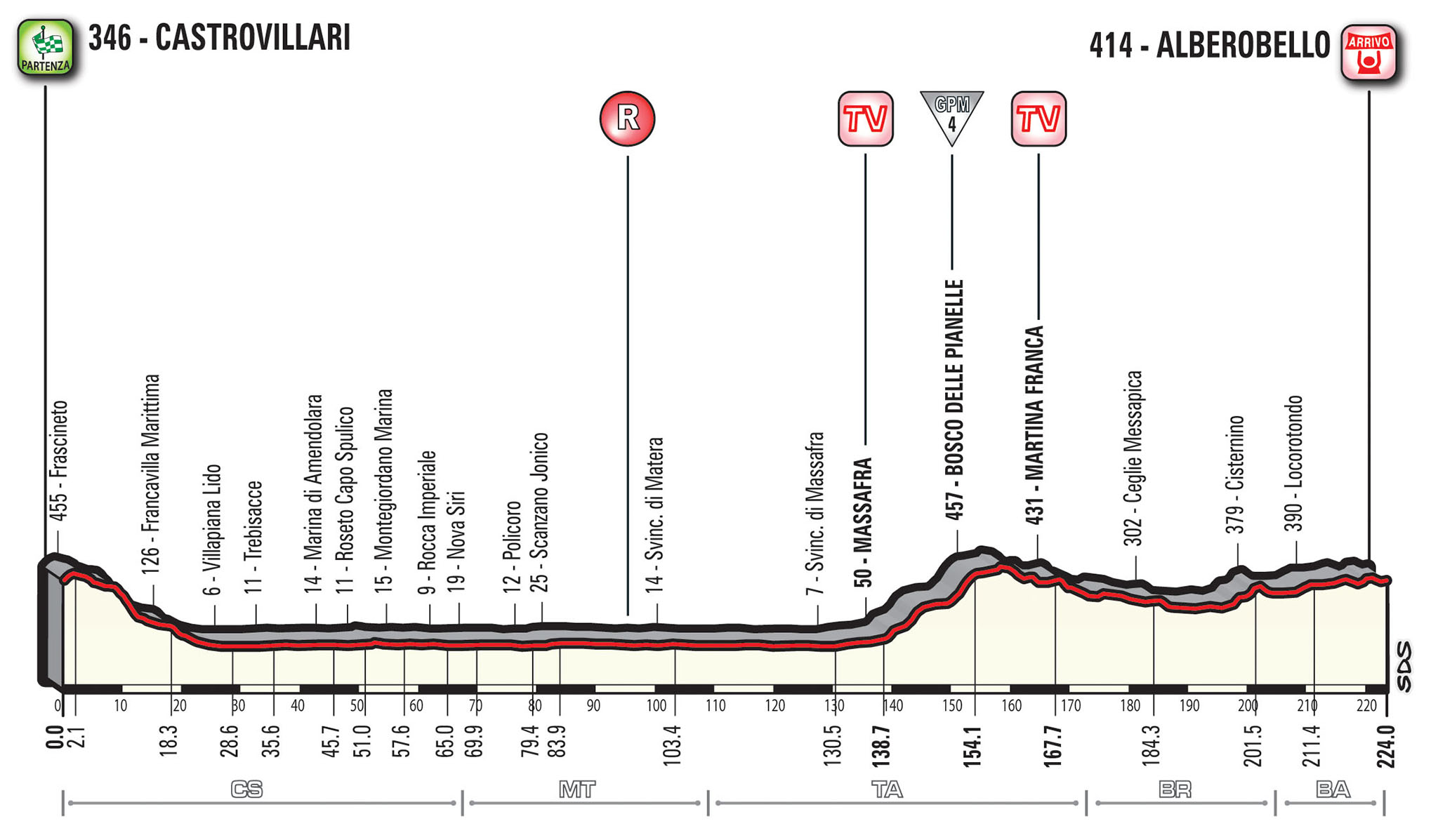

Altra frazione adatta alle ruote veloci: acuto di Caleb Ewan che parte lungo e vince al fotofinish su Gaviria e Bennett. Greipel quarto davanti a Stuyven e Ryan Gibbons. Jungel resta maglia rosa.

### 8ª tappa
- 13 maggio: Molfetta > Peschici – 189 km

Risultati
| Pos. | Corridore         | Squadra      | Tempo    |
| ---- | ----------------- | ------------ | -------- |
| 1    | Gorka Izagirre    | Movistar     | 4h24'59" |
| 2    | Giovanni Visconti | Bahrain-Mer. | a 5"     |
| 3    | Luis León Sánchez | Astana       | a 10"    |

| Pos. | Corridore      | Squadra    | Tempo     |
| ---- | -------------- | ---------- | --------- |
| 1    | Bob Jungels    | Quick-Step | 38h21'18" |
| 2    | Geraint Thomas | Sky        | a 6"      |
| 3    | Adam Yates     | Orica      | a 10"     |

Descrizione e riassunto

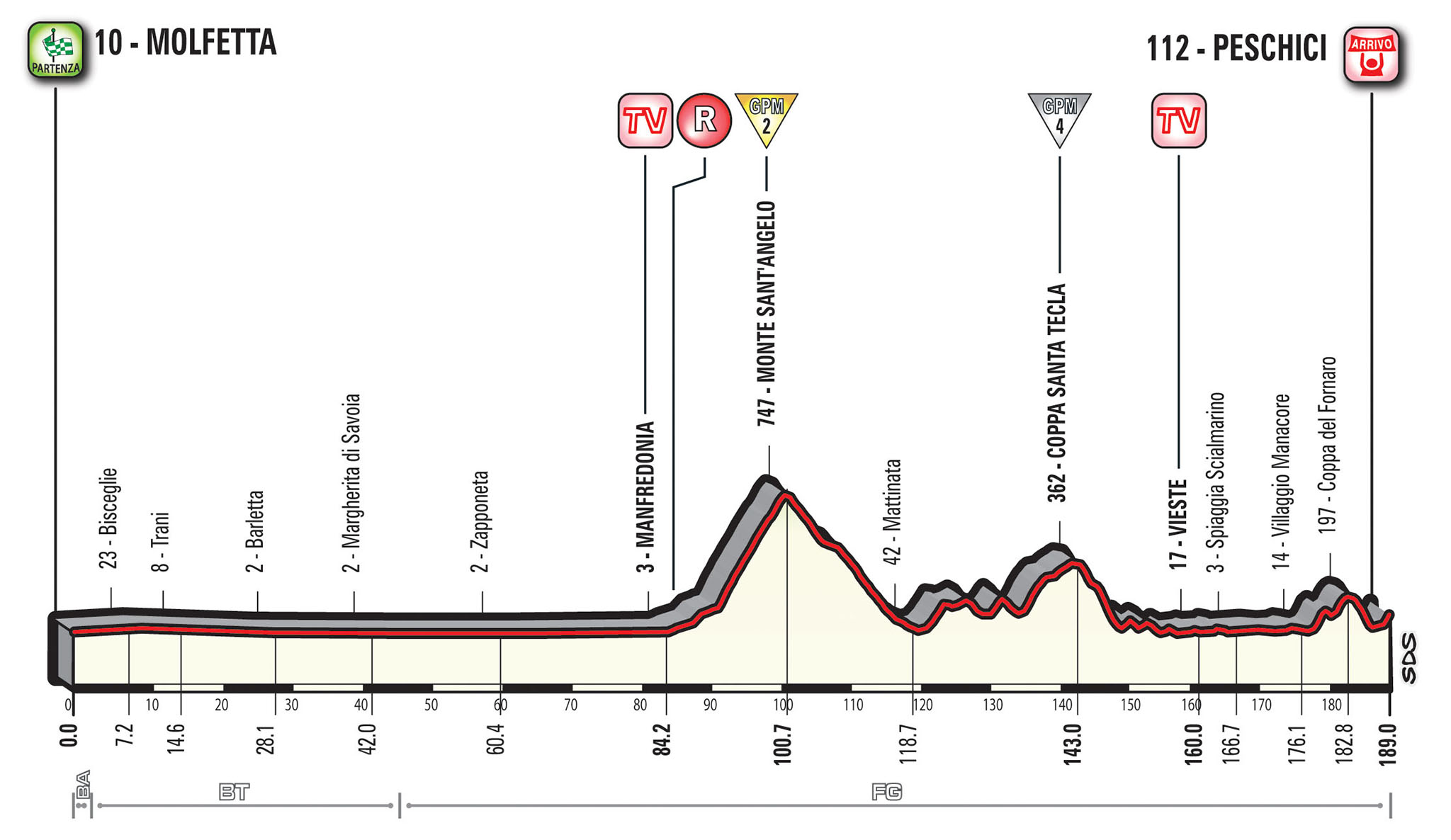

Ottava tappa con arrivo a Peschici, che ha già visto Franco Pellizotti vincitore in una frazione simile nel Giro d'Italia 2006. Frazione che vede i corridori attaccare e contrattaccare nei primi chilometri. A 35 km dal traguardo Valerio Conti, Luis León Sánchez, Giovanni Visconti, Gorka Izagirre e Gregor Mühlberger attaccano e si avvantaggiano sugli altri fuggitivi. Muhlberger non riesce a seguire gli attacchi degli altri quattro, che negli ultimi chilometri resistono al ritorno del gruppo e si giocano l'ottava tappa: all'ultimo chilometro, Valerio Conti, in testa al quartetto, sbaglia a disegnare una curva e finisce contro le barriere, cadendo: ne approfitta Izagirre che s'invola verso il successo senza che né Sanchez né Visconti, fermatisi entrambi a causa della caduta del corridore UAE, riescano a replicare.
Secondo Visconti, terzo Sanchez, che aveva speso più di tutti in salita per portare a termine la fuga. Il gruppo dei migliori arriva a 12", Valerio Conti chiude a circa 40" dal vincitore. Jungels ancora in rosa.

### 9ª tappa
- 14 maggio: Montenero di Bisaccia > Blockhaus – 149 km

Risultati
| Pos. | Corridore      | Squadra  | Tempo    |
| ---- | -------------- | -------- | -------- |
| 1    | Nairo Quintana | Movistar | 3h44'51" |
| 2    | Thibaut Pinot  | FDJ      | a 24"    |
| 3    | Tom Dumoulin   | Sunweb   | s.t.     |

| Pos. | Corridore      | Squadra  | Tempo     |
| ---- | -------------- | -------- | --------- |
| 1    | Nairo Quintana | Movistar | 42h06'09" |
| 2    | Thibaut Pinot  | FDJ      | a 28"     |
| 3    | Tom Dumoulin   | Sunweb   | a 30"     |

Descrizione e riassunto

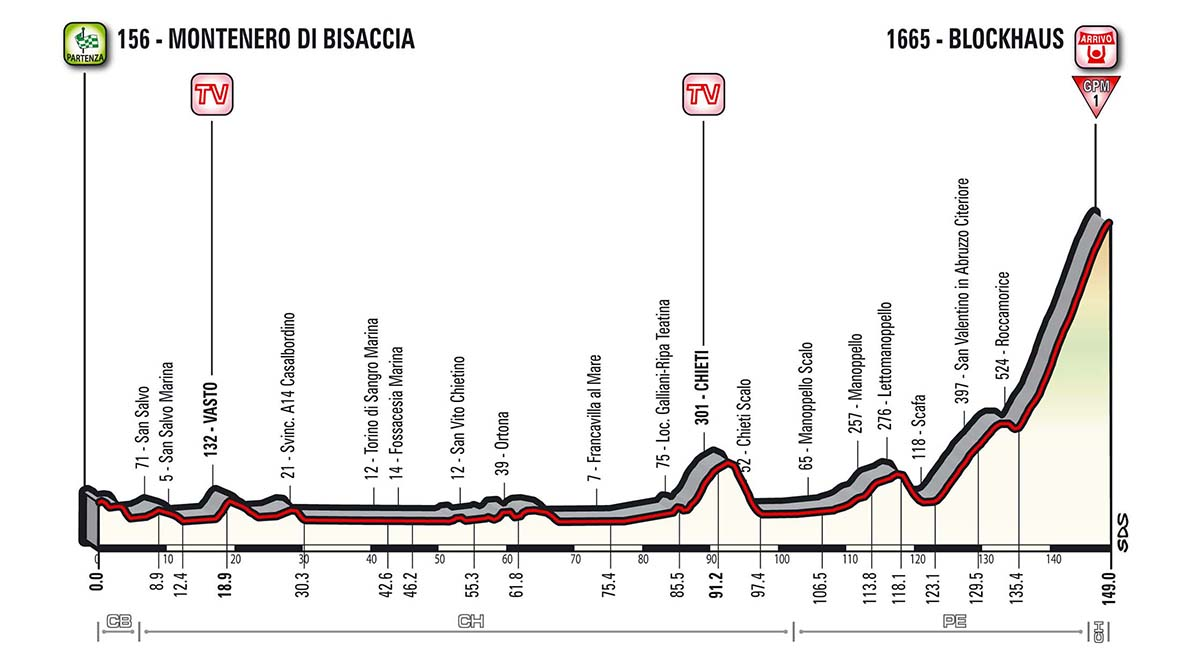

Nona frazione che prevede 125 km di saliscendi prima di salire verso Roccamorice e Blockhaus, con gli ultimi 14 km in ascesa. La Movistar di Quintana guida il gruppo fino al Blockhaus: ai -2 dalla salita di Roccamorice, diversi ciclisti vanno contro una moto della polizia stradale che era sul bordo della strada. L'incidente coinvolge, tra gli altri, Thomas, Mikel Landa e Adam Yates. I due corridori della Sky escono molto male dall'incidente: Thomas, dopo qualche minuto a terra, si rimette in sella e aiutato da Sebastián Henao prova a rientrare in gruppo, mentre Landa, da solo, prova a terminare la frazione con più di 20 km di salita da percorrere.
Nel gruppo dei migliori Quintana mantiene il forcing dei suoi uomini e inizia l'attacco al Blockhaus ai meno sette: gli resistono solamente Pinot e Nibali. Quando la pendenza si alza, a poco meno di 5 km dalla fine, Quintana attacca ancora e questa volta fa il vuoto dietro di se. Il colombiano vince la nona frazione prendendo 24" sul duo formato da Pinot e Dumoulin e 41" su Mollema, rispettivamente secondo, terzo e quarto al traguardo. Quinto Nibali che perde un minuto esatto. Arrivano quindi Pozzovivo, Kangert, Zakarin, Sébastien Reichenbach e Formolo a completare i primi dieci. Kruijswijk, protagonista al Giro l'anno prima, arriva a 2'43" ed esce dalla generale così come la maglia rosa Jungels, arrivato a 3'30" e Van Garderen a 3'46". Adam Yates chiude a 4'39". Fuori dalla generale anche uno dei possibili favoriti, Geraint Thomas, arrivato ventinovesimo a 5'08".
Landa, altro leader della Sky per la vittoria finale, arriva a stento alla linea del traguardo dopo 26'56" di sofferenza.
Quintana strappa la maglia rosa a Jungels (fuori dai primi dieci) e mantiene un vantaggio di circa trenta secondi da Pinot e Dumoulin. Mollema a 50", Nibali a 1'10", Pozzovivo a 1'28", Zakarin a 2'28" da Quintana. Formolo, Amador e Kruijswijk completano la top ten della generale. Davide Formolo riesce anche a superare Jungels nella classifica degli under-25.

### 10ª tappa
- 16 maggio: Foligno > Montefalco – Cronometro individuale – 39,8 km

Risultati
| Pos. | Corridore      | Squadra    | Tempo  |
| ---- | -------------- | ---------- | ------ |
| 1    | Tom Dumoulin   | Sunweb     | 50'37" |
| 2    | Geraint Thomas | Sky        | a 49"  |
| 3    | Bob Jungels    | Quick-Step | a 56"  |

| Pos. | Corridore      | Squadra  | Tempo     |
| ---- | -------------- | -------- | --------- |
| 1    | Tom Dumoulin   | Sunweb   | 42h57'16" |
| 2    | Nairo Quintana | Movistar | a 2'23"   |
| 3    | Bauke Mollema  | Trek     | a 2'38"   |

Descrizione e riassunto

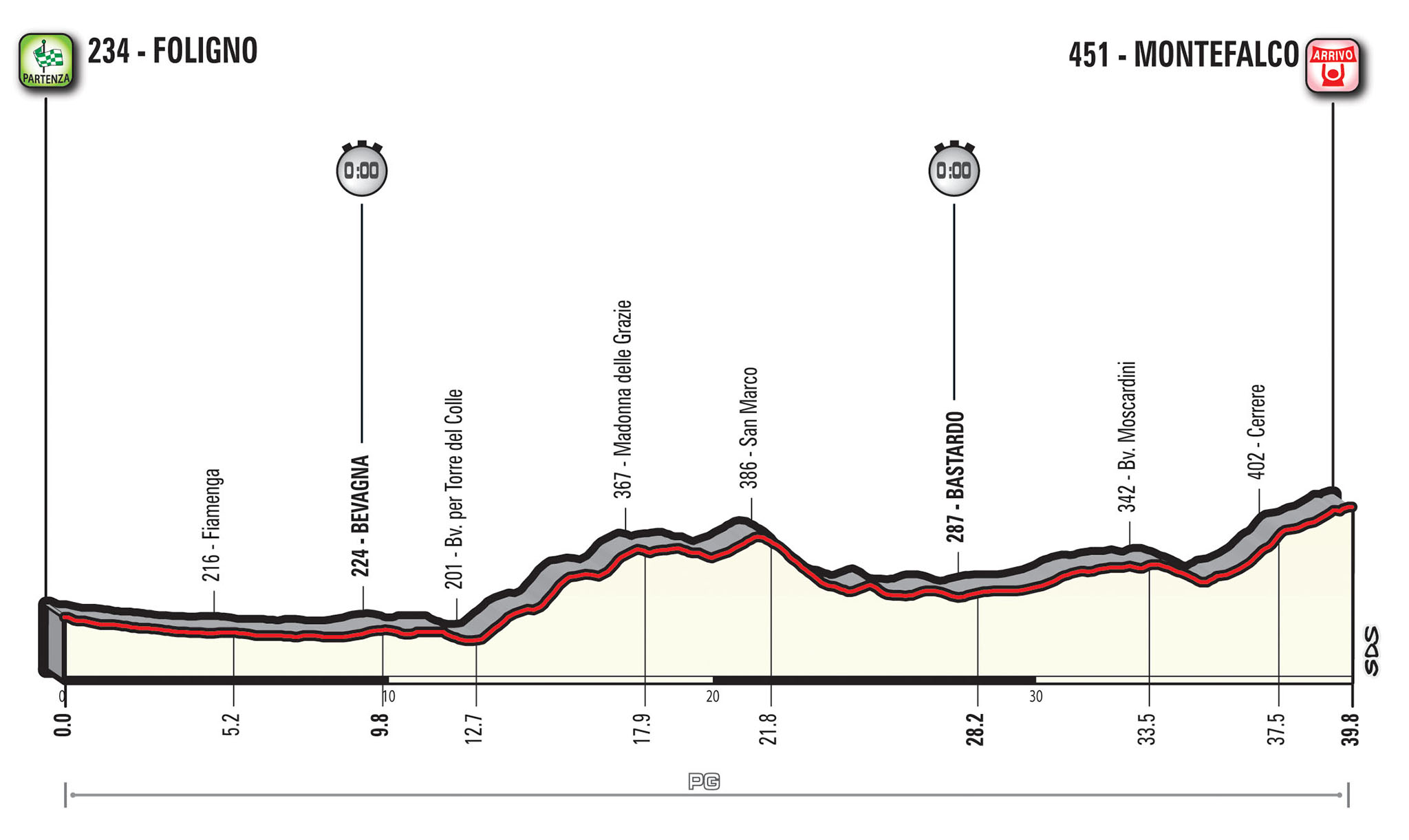

Una cronometro di poco meno di 40 km è la tappa numero dieci del centesimo Giro d'Italia. La cronometro arriva dopo il secondo giorno di pausa.
Dumoulin, passista scalatore specializzato nelle prove contro il tempo e terzo nella classifica generale, mette in fila tutti nella cronometro e si prende la maglia rosa rifilando grandi distacchi agli altri corridori in lotta per il successo finale. Thomas chiude secondo, dimostrando di essersi ripreso dopo la caduta nella tappa precedente, terzo Jungels. Nibali sesto perde poco più di due minuti dal vincitore, Mollema arriva a 2'17", Pinot a 2'42", Quintana a 2'53", Pozzovivo sopra i tre minuti.
Dumoulin è il nuovo leader del Giro con 2'23" su Quintana, 2'38" su Mollema, 2'40" su Pinot e 2'47 su Nibali. Jungels rientra nella top ten davanti a Pozzovivo, Zakarin, Amador, Kruijswijk e Thomas, undicesimo.

### 11ª tappa
- 17 maggio: Firenze (Ponte a Ema) > Bagno di Romagna – 161 km

Risultati
| Pos. | Corridore      | Squadra    | Tempo    |
| ---- | -------------- | ---------- | -------- |
| 1    | Omar Fraile    | Dimension  | 4h23'14" |
| 2    | Rui Costa      | UAE        | s.t.     |
| 3    | Pierre Rolland | Cannondale | s.t.     |

| Pos. | Corridore      | Squadra  | Tempo     |
| ---- | -------------- | -------- | --------- |
| 1    | Tom Dumoulin   | Sunweb   | 47h22'07" |
| 2    | Nairo Quintana | Movistar | a 2'23"   |
| 3    | Bauke Mollema  | Trek     | a 2'38"   |

Descrizione e riassunto

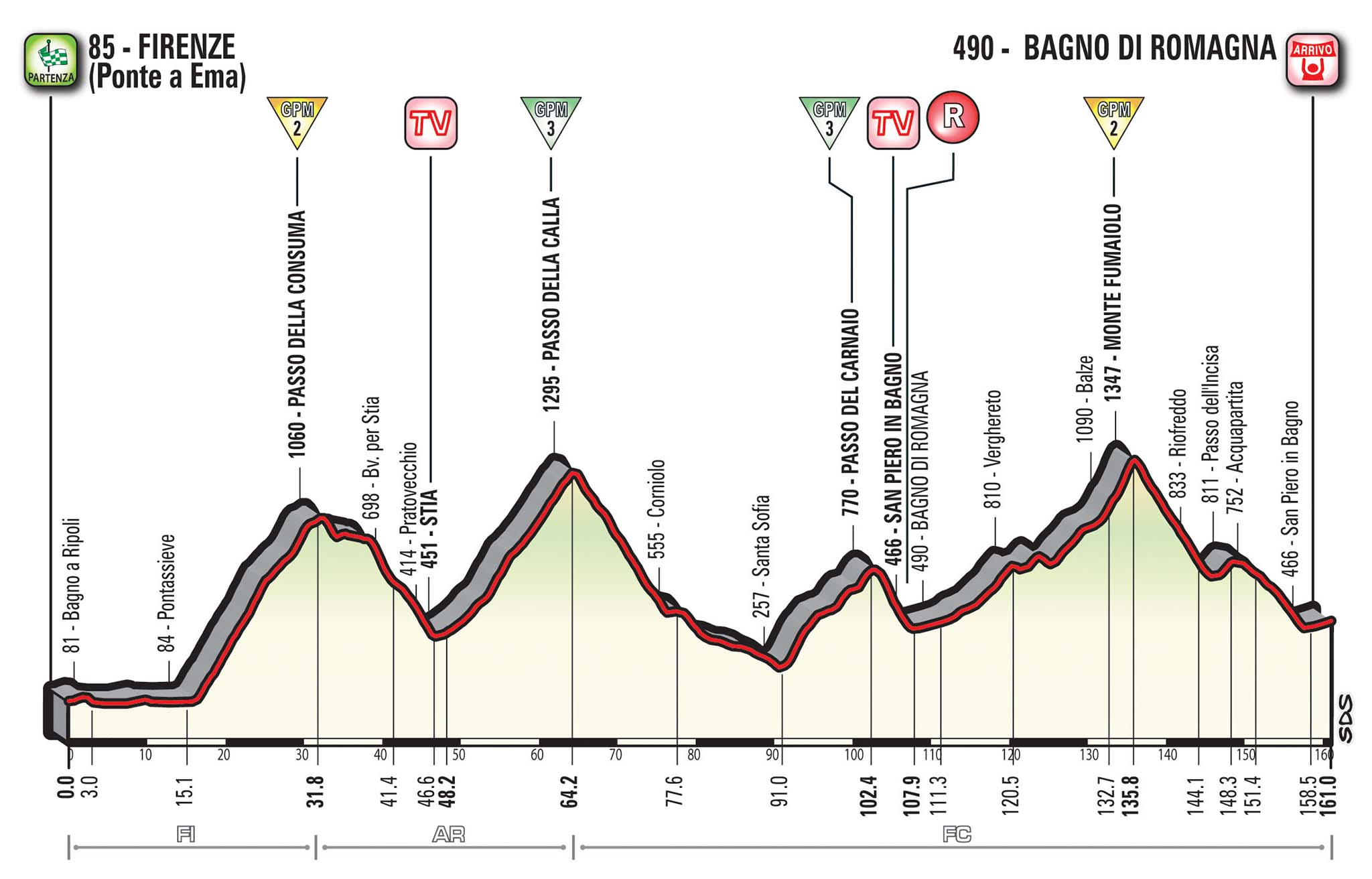

Nell'undicesima tappa il gruppo lascia arrivare i fuggitivi, tra cui corridori ormai fuori dalla generale come Rui Costa e Pierre Rolland. Nella fuga di giornata anche Visconti, Simone Petilli, Maxime Monfort, Amador e il leader dell'Astana Tanel Kangert.
Omar Fraile, tra i fuggitivi, vince la volata conclusiva davanti a Rui Costa, Rolland, Kangert e Visconti. Il gruppo dei migliori arriva compatto a 1'37". Kruijswijk e Thomas a 2'25".
I primi posti della generale restano invariati; Kangert arriva fino all'ottava posizione, Amador fino alla sesta.

### 12ª tappa
- 18 maggio: Forlì > Reggio Emilia – 229 km

Risultati
| Pos. | Corridore        | Squadra    | Tempo    |
| ---- | ---------------- | ---------- | -------- |
| 1    | Fernando Gaviria | Quick-Step | 5h18'55" |
| 2    | Jakub Mareczko   | Wilier     | s.t.     |
| 3    | Sam Bennett      | Bora       | s.t.     |

| Pos. | Corridore      | Squadra  | Tempo     |
| ---- | -------------- | -------- | --------- |
| 1    | Tom Dumoulin   | Sunweb   | 52h41'08" |
| 2    | Nairo Quintana | Movistar | a 2'23"   |
| 3    | Bauke Mollema  | Trek     | a 2'38"   |

Descrizione e riassunto

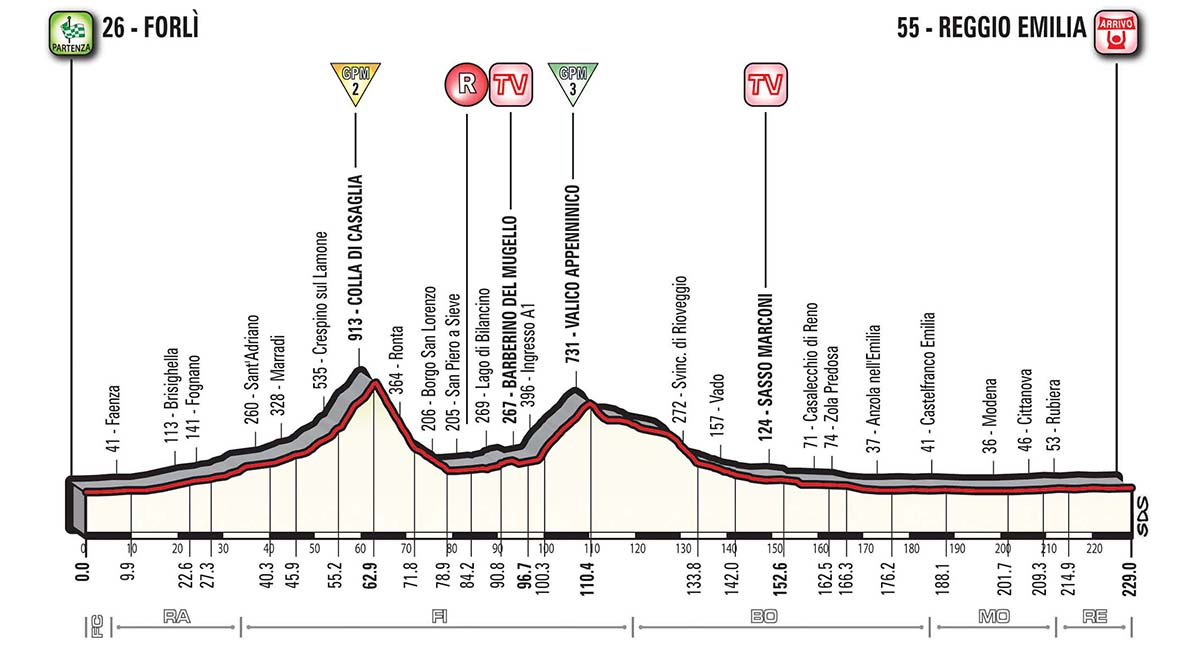

Dodicesima frazione di più di 200 km con arrivo adatto ai velocisti. La spunta Gaviria, davanti a Mareczko, Bennett, Bauhaus e Richeze.
Dumoulin resta in rosa davanti a Quintana e Mollema.

### 13ª tappa
- 19 maggio: Reggio Emilia > Tortona – 167 km

Risultati
| Pos. | Corridore        | Squadra    | Tempo    |
| ---- | ---------------- | ---------- | -------- |
| 1    | Fernando Gaviria | Quick-Step | 3h47'45" |
| 2    | Sam Bennett      | Bora       | s.t.     |
| 3    | Jasper Stuyven   | Trek       | s.t.     |

| Pos. | Corridore      | Squadra  | Tempo     |
| ---- | -------------- | -------- | --------- |
| 1    | Tom Dumoulin   | Sunweb   | 56h28'53" |
| 2    | Nairo Quintana | Movistar | a 2'23"   |
| 3    | Bauke Mollema  | Trek     | a 2'38"   |

Descrizione e riassunto

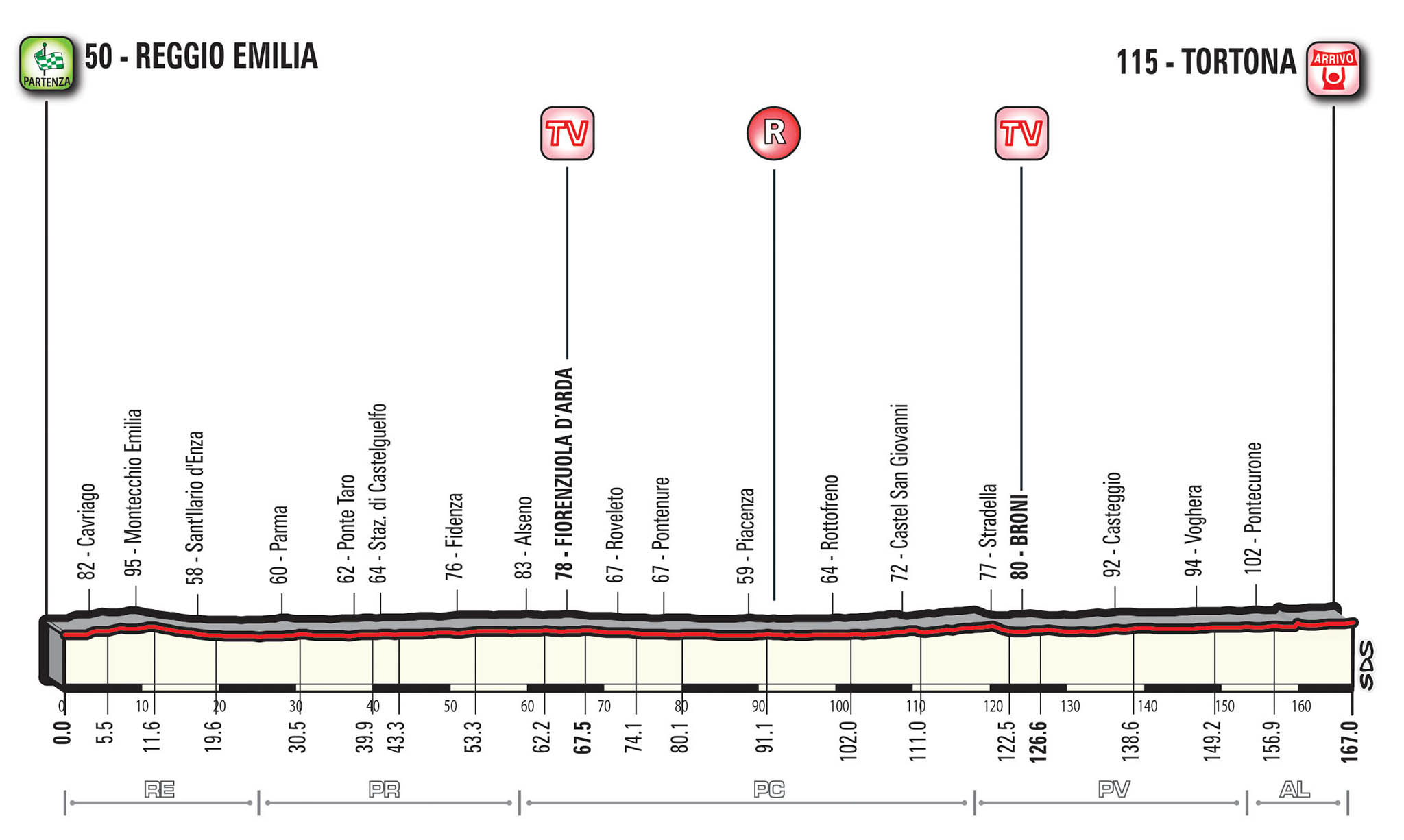

Tredicesima frazione, ultima occasione per i velocisti di vincere una tappa prima delle giornate in montagna. Si arriva nuovamente alla volata: Gaviria, partito alla decima posizione, rimonta tutti negli ultimi 300 metri e vince davanti a Bennett, Stuyven, Ferrari e Gibbons. Con questo quarto successo al Giro, il colombiano mette un'ipoteca sulla classifica a punti. È inoltre l'unico colombiano ad aver vinto quattro frazioni in un'edizione del Giro d'Italia.
Dumoulin resta al vertice del Giro. Si ritira Geraint Thomas che, nonostante il secondo posto nella cronometro, non si era definitivamente ripreso dalla caduta nella nona frazione.

### 14ª tappa
- 20 maggio: Castellania > Oropa – 131 km

Risultati
| Pos. | Corridore      | Squadra | Tempo    |
| ---- | -------------- | ------- | -------- |
| 1    | Tom Dumoulin   | Sunweb  | 3h02'34" |
| 2    | Il'nur Zakarin | Katusha | a 3"     |
| 3    | Mikel Landa    | Sky     | a 9"     |

| Pos. | Corridore      | Squadra  | Tempo     |
| ---- | -------------- | -------- | --------- |
| 1    | Tom Dumoulin   | Sunweb   | 59h31'17" |
| 2    | Nairo Quintana | Movistar | a 2'47"   |
| 3    | Thibaut Pinot  | FDJ      | a 3'25"   |

Descrizione e riassunto

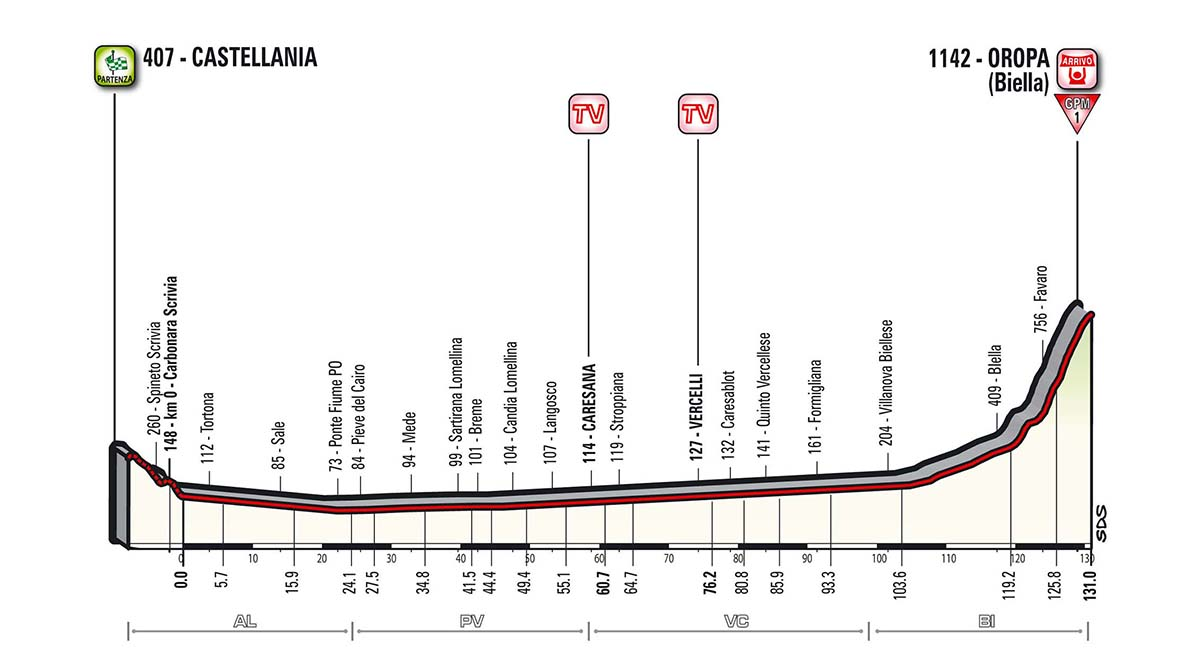

La quattordicesima tappa omaggia Marco Pantani: si arriva ad Oropa, dove il Pirata rimontò e vinse nel 1999. L'ascesa di Oropa è anche la Montagna Pantani di questa edizione, mentre la frazione è la più breve del Giro 100 tra quelle in linea. Si parte da Castellania, città natale di Fausto Coppi.
La maglia rosa controlla la corsa fino ai piedi della salita, quando il gruppetto dei migliori si assottiglia: Quintana attacca più volte la maglia rosa, riuscendo a trovare lo scatto decisivo ai -4 km dal traguardo e involandosi da solo all'arrivo. Dumoulin non ribatte e sale del suo passo assieme ai migliori tra cui Landa, Zakarin, Pinot, Nibali e Yates. A 1,7 km dall'arrivo, Dumoulin riprende Quintana, mentre stacca Nibali. Zakarin attacca in vista del traguardo, ma Dumoulin lo riprende e lo salta andando a vincere ad Oropa.
Si staccano Quintana, arrivato a 14", Pinot, Yates, Nibali, Pellizotti, Kruijswijk e Kangert, arrivati in quest'ordine al traguardo.
Dumoulin aumenta il vantaggio sui rivali diretti: Quintana ora è a 2'47", Pinot a 3'25", Nibali a 3'40", Zakarin a 4'24", Mollema a 4'32", Kangert a 4'55", Pozzovivo a 4'59". A più di cinque minuti Jungels e Amador.

### 15ª tappa
- 21 maggio: Valdengo > Bergamo – 199 km

Risultati
| Pos. | Corridore      | Squadra    | Tempo    |
| ---- | -------------- | ---------- | -------- |
| 1    | Bob Jungels    | Quick-Step | 4h16'51" |
| 2    | Nairo Quintana | Movistar   | s.t.     |
| 3    | Thibaut Pinot  | FDJ        | s.t.     |

| Pos. | Corridore      | Squadra  | Tempo     |
| ---- | -------------- | -------- | --------- |
| 1    | Tom Dumoulin   | Sunweb   | 63h48'08" |
| 2    | Nairo Quintana | Movistar | a 2'41"   |
| 3    | Thibaut Pinot  | FDJ      | a 3'21"   |

Descrizione e riassunto

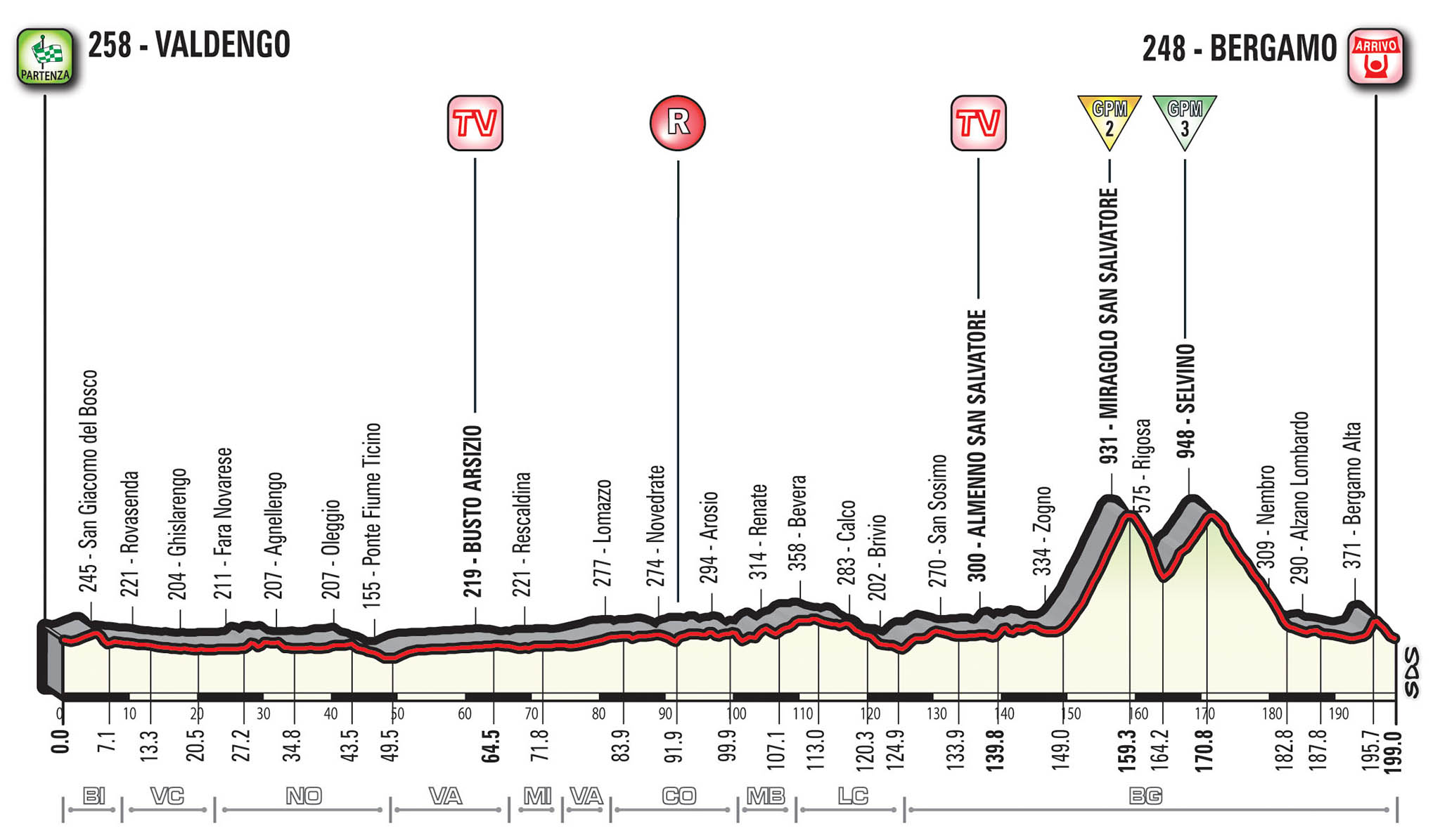

Quindicesima tappa di quasi 200 km. Tappa animata dai tentativi di fuga e dalle cadute: finiscono a terra Quintana, Formolo e Kangert, quest'ultimo non vede uno spartitraffico e ci finisce contro, fratturandosi il polso.
Quintana rientra e dopo aver affrontato le uniche salite di giornata si gioca la vittoria col gruppetto dei migliori: Jungels batte gli altri undici in volata e si aggiudica la tappa. Secondo Quintana, che guadagna 6 secondi in classifica grazie agli abbuoni, terzo Pinot, davanti a Yates e Pozzovivo.
Dumoulin resta al comando del Giro con 2'41" su Quintana, 3'21" su Pinot e 3'40" su Nibali.

### 16ª tappa
- 23 maggio: Rovetta > Bormio – 222 km

Risultati
| Pos. | Corridore       | Squadra      | Tempo    |
| ---- | --------------- | ------------ | -------- |
| 1    | Vincenzo Nibali | Bahrain-Mer. | 6h24'22" |
| 2    | Mikel Landa     | Sky          | s.t.     |
| 3    | Nairo Quintana  | Movistar     | a 12"    |

| Pos. | Corridore       | Squadra      | Tempo     |
| ---- | --------------- | ------------ | --------- |
| 1    | Tom Dumoulin    | Sunweb       | 70h14'48" |
| 2    | Nairo Quintana  | Movistar     | a 31"     |
| 3    | Vincenzo Nibali | Bahrain-Mer. | a 1'12"   |

Descrizione e riassunto

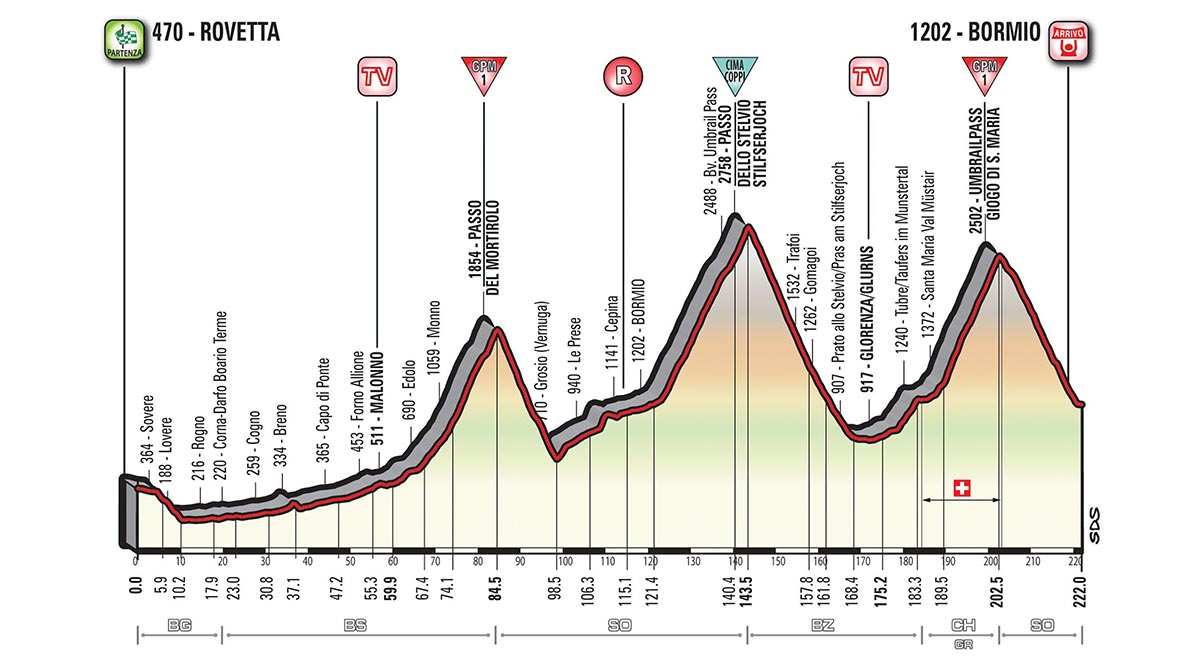

Dopo il giorno di pausa, la sedicesima tappa è anche la più dura del Giro 100. 222 km da Rovetta a Bormio, 5500 metri di dislivello, tre salite: nell'ordine il Mortirolo, lo Stelvio e, al termine, il passo inedito dell'Umbrail.
Luis Leon Sanchez vince il gpm sul Mortirolo intitolato al recentemente scomparso compagno di squadra all'Astana Michele Scarponi. Con Sanchez in fuga anche Rolland, Kruijswijk e Landa, ormai uscito dalla lotta per la classifica generale e alla ricerca di una vittoria di tappa. Superato il Mortirolo, i corridori affrontano la Cima Coppi valicando lo Stelvio con circa 2 minuti di vantaggio sul gruppo della maglia rosa; conclusa la discesa Kruijswijk attacca e Landa lo segue a ruota, mentre Dumoulin è attardato per problemi intestinali. Nibali e Quintana attaccano sull'Umbrail a -25 dall'arrivo, seguiti da Pozzovivo e Zakarin. Nibali scatta sull'ultimo gpm, Quintana lo segue e assieme riprendono Landa sulla discesa dell'Umbrail, a 11,8 chilometri dall'arrivo. In discesa Nibali e Landa staccano Quintana e il siciliano della Bahrein-Merida vince la volata su Landa, ottenendo il primo successo di un italiano dall'inizio del Giro, oltre alla prima vittoria per la Bahrein-Merida in un grande giro. Quintana arriva a 12" dal duo, Pozzovivo a 24", Zakarin a 34", Formolo è sesto davanti al gruppo formato da Mollema, Jungels, Jan Hirt, Pinot e Kruijswijk. Dumoulin, che ha dovuto scalare in solitaria l'Umbrail, chiude a 2'18" da Nibali ma conserva la maglia rosa con 31" di vantaggio su Quintana, 1'12" su Nibali, 2'38" da Pinot, 2'40" su Zakarin, 3'05 su Pozzovivo, 3'49" su Mollema.

### 17ª tappa
- 24 maggio: Tirano > Canazei – 219 km

Risultati
| Pos. | Corridore      | Squadra    | Tempo    |
| ---- | -------------- | ---------- | -------- |
| 1    | Pierre Rolland | Cannondale | 5h42'56" |
| 2    | Rui Costa      | UAE        | a 24"    |
| 3    | Gorka Izagirre | Movistar   | s.t.     |

| Pos. | Corridore       | Squadra      | Tempo     |
| ---- | --------------- | ------------ | --------- |
| 1    | Tom Dumoulin    | Sunweb       | 76h05'38" |
| 2    | Nairo Quintana  | Movistar     | a 31"     |
| 3    | Vincenzo Nibali | Bahrain-Mer. | a 1'12"   |

Descrizione e riassunto

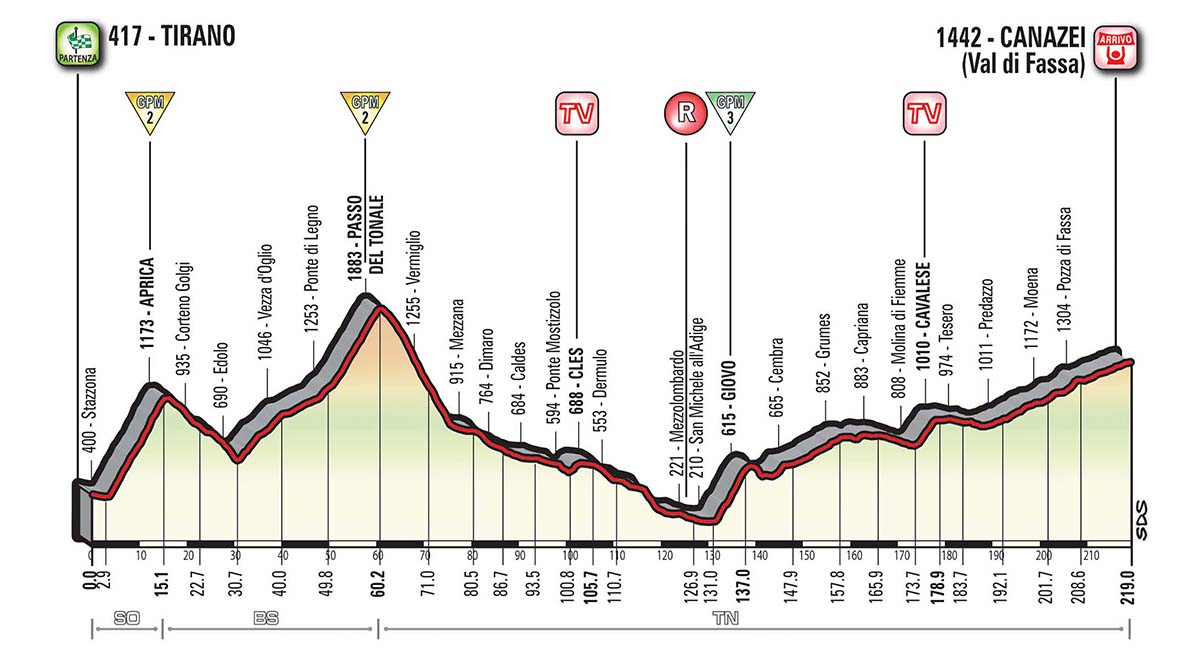

Il gruppo affronta Aprica e Tonale prima di avviarsi verso la salita di Val di Fassa e chiudere la frazione di Canasei dopo più di 200 km. Fuga di 24 corridori, tra cui Conti, Jan Polanc, Enrico Barbin, Maxime Monfort, Van Garderen, Rolland, Izagirre e Rui Costa.
Conti lavora per Rui Costa e chiude tutti gli attacchi dei fuggitivi: restano in una quindicina a giocarsi la frazione, quando Rolland coglie l'attimo giusto e attacca i compagni di fuga a -8 dal traguardo. Non gli risponde nessuno e quando i contrattaccanti si decidono a collaborare, il francese è già all'arrivo.
Dopo esser uscito di classifica Rolland si toglie la soddisfazione di vincere una tappa. Rui Costa, nuovamente battuto, chiude secondo davanti a Izagirre, Rory Sutherland e Matteo Busato.
La generale resta invariata nelle prime posizioni. Polanc supera Yates in decima posizione e Monfort scavalca Formolo per la dodicesima.

### 18ª tappa
- 25 maggio: Moena > Ortisei – 137 km

Risultati
| Pos. | Corridore          | Squadra | Tempo    |
| ---- | ------------------ | ------- | -------- |
| 1    | Tejay van Garderen | BMC     | 3h54'04" |
| 2    | Mikel Landa        | Sky     | s.t.     |
| 3    | Thibaut Pinot      | FDJ     | a 8"     |

| Pos. | Corridore       | Squadra      | Tempo     |
| ---- | --------------- | ------------ | --------- |
| 1    | Tom Dumoulin    | Sunweb       | 80h00'48" |
| 2    | Nairo Quintana  | Movistar     | a 31"     |
| 3    | Vincenzo Nibali | Bahrain-Mer. | a 1'12"   |

Descrizione e riassunto

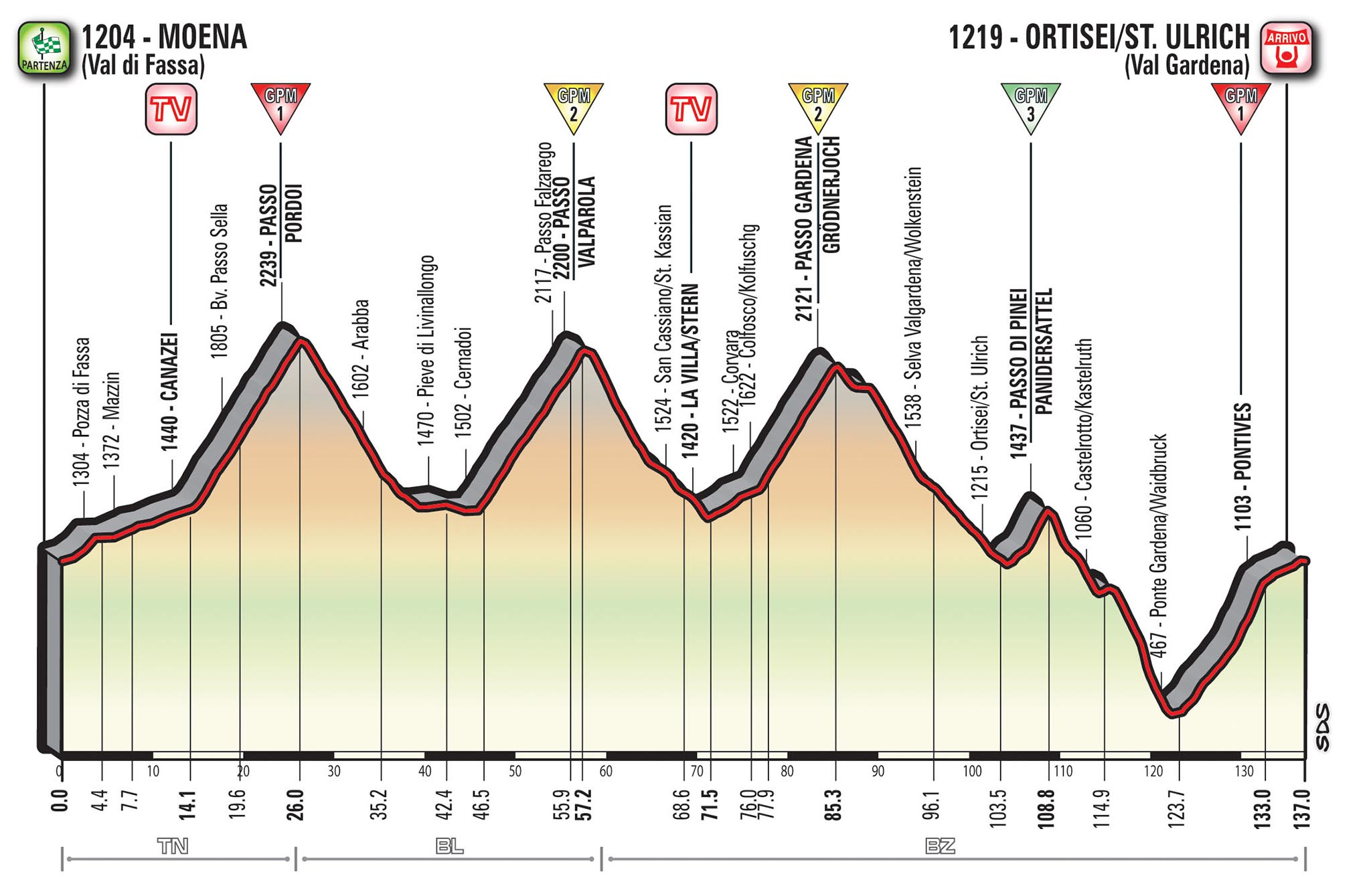

Diciottesima frazione breve con arrivo a Ortisei. 4000 metri di dislivello e cinque gpm odierni: Pordoi, Valparola, Gardena, Pinei e finale dopo aver superato il Pontives.
Sul Gardena, a 55 km dall'arrivo, Quintana attacca e lascia sul posto sia Nibali sia Dumoulin. Il leader della Bahrein-Merida va a riprendere Quintana, aiutato nella rincorsa dal connazionale dell'Astana Dario Cataldo. Nibali recupera Quintana, entrambi ripresi nel finale dell'ascesa da Dumoulin che, pur salendo col proprio passo, non perde terreno.
Tra i fuggitivi, restano a giocarsi la tappa Van Garderen e Landa: lo statunitense batte lo spagnolo in volata e vince la sua prima frazione in un grande giro dopo una lunga fuga assieme al leader della Sky. Pinot evade dal gruppo maglia rosa e arriva terzo, quarto Pozzovivo. Quinto il ceco della CCC Sprandi Jan Hirt, sesto Zakarin a 24" dal vincitore. A 1'06" Dumoulin, Quintana e Nibali assieme, con gli ultimi due che recriminino a fine tappa per aver perso secondi dai rivali a causa della mancata collaborazione della maglia rosa.
Dumoulin resta primo con 31" di vantaggio su Quintana e 1'12" su Nibali. Pinot si avvicina al podio a 1'36", Zakarin è a 1'58". Pozzovivo a 2'07", Mollema a 3'17", poi Kruijswijk, Yates e Jungels.

### 19ª tappa
- 26 maggio: San Candido > Piancavallo – 191 km

Risultati
| Pos. | Corridore      | Squadra    | Tempo    |
| ---- | -------------- | ---------- | -------- |
| 1    | Mikel Landa    | Sky        | 4h53'00" |
| 2    | Rui Costa      | UAE        | a 1'49"  |
| 3    | Pierre Rolland | Cannondale | a 1'54"  |

| Pos. | Corridore       | Squadra      | Tempo     |
| ---- | --------------- | ------------ | --------- |
| 1    | Nairo Quintana  | Movistar     | 85h02'40" |
| 2    | Tom Dumoulin    | Sunweb       | a 38"     |
| 3    | Vincenzo Nibali | Bahrain-Mer. | a 43"     |

Descrizione e riassunto

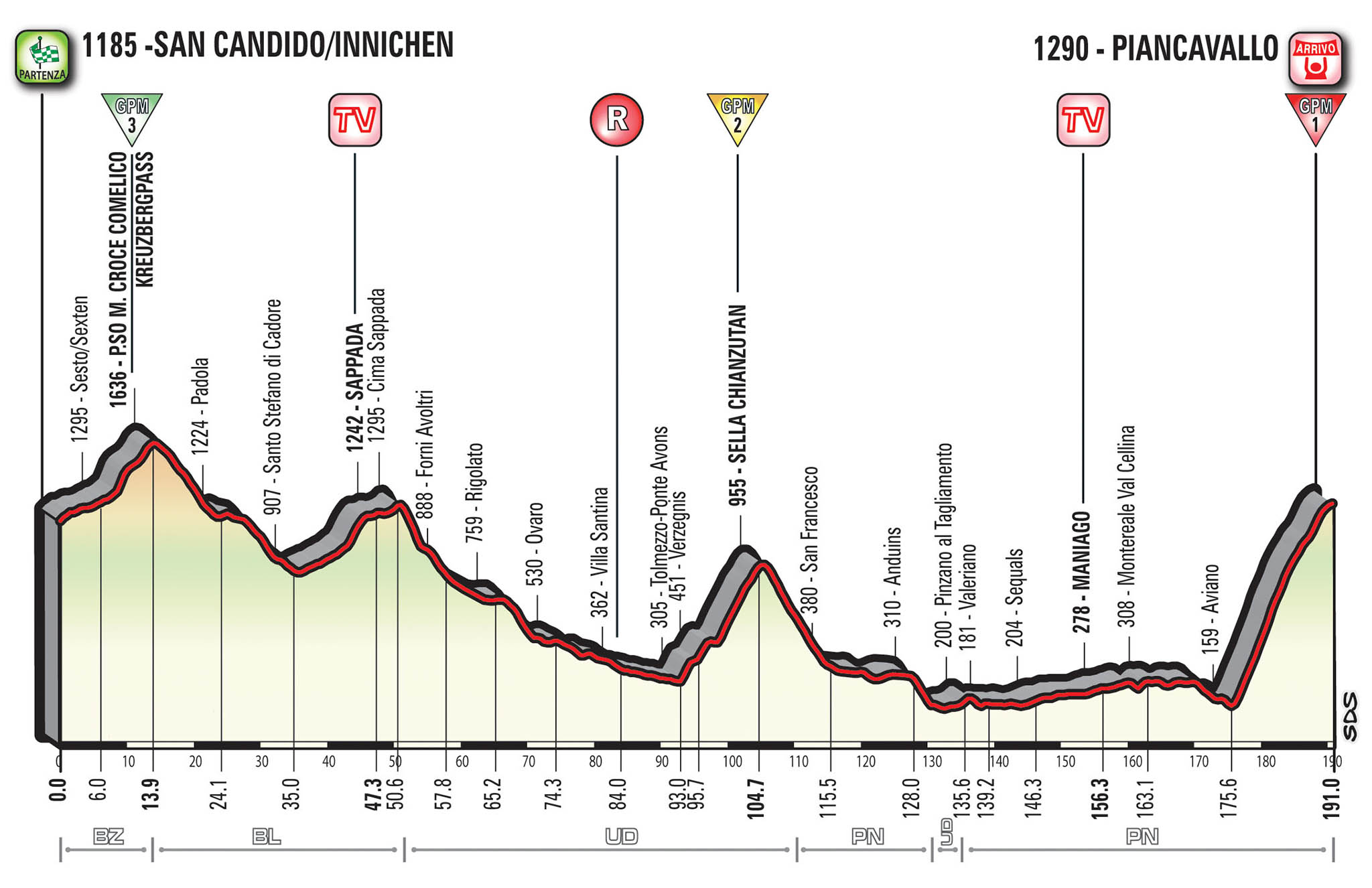

Diciannovesima tappa, ancora con arrivo in salita a Piancavallo.
A 120 km da Piancavallo, mentre Dumoulin si trova nelle retrovie del gruppo dei migliori, Nibali e Quintana lo attaccano e, seguiti da Pinot, Pozzovivo e Zakarin, accumulano fino a 1'30" di vantaggio dalla maglia rosa. Tuttavia, anche grazie al lavoro della squadre di Yates e Mollema, rimasti attardati assieme a Dumoulin, quest'ultimo riesce a rientrare sui rivali.
Sul falsopiano successivo alla discesa dal Sella Chianzutan si forma un gruppo di fuggitivi composto da, tra gli altri, Rolland, Rui Costa, Landa, Henao e Visconti. I fuggitivi prendono fino a 12' di vantaggio sul gruppo maglia rosa ai piedi della salita di Piancavallo: Landa sferra l'attacco decisivo sull'ascesa finale, stacca nettamente tutti gli altri e va a vincere il solitaria la diciannovesima frazione, trovando così il successo di tappa dopo esser uscito di classifica nella seconda settimana a causa di una caduta nella tappa del Blockhaus. Il campione spagnolo della Sky dedica la propria vittoria a Michele Scarponi.
Nel gruppo maglia rosa il forcing di Pellizotti - gregario di Nibali - fa perdere contatto a Dumoulin e i rivali diretti in classifica generale ne approfittano: Pinot attacca quando mancano 8,5 km all'arrivo, Quintana e Nibali tentano l'azione ai -6,5 km, ma il gruppo dei migliori non si sfalda.
Rui Costa chiude per la terza volta in seconda posizione, anticipando Rolland, Pello Bilbao e Sebastián Henao. Pinot undicesimo, Pozzovivo e Zakarin anticipano il gruppo dei migliori, con Quintana che finisce a 8'21" da Landa e Nibali a 8'23". Dumoulin arriva con un ritardo di 9'30" dal vincitore.
Quintana è il nuovo leader del Giro 100 davanti a Dumoulin, che ora insegue a 38", e Nibali, staccato di 43". Pinot è a 53", Zakarin a 1'21", Pozzovivo a 1'30". Settimo Mollema con 2'48" da recuperare su Quintana, poi con distacchi maggiori Yates, Jungels e Kruijswijk completano i primi dieci. Jan Hirt, quattordicesimo, continua a scalare posizioni dopo aver corso una terza settimana assieme ai migliori. Mikel Landa si assicura la classifica scalatori, mentre è lotta aperta per la maglia bianca tra Yates, Jungels e Formolo.

### 20ª tappa
- 27 maggio: Pordenone > Asiago – 190 km

Risultati
| Pos. | Corridore       | Squadra      | Tempo    |
| ---- | --------------- | ------------ | -------- |
| 1    | Thibaut Pinot   | FDJ          | 4h57'58" |
| 2    | Il'nur Zakarin  | Katusha      | s.t.     |
| 3    | Vincenzo Nibali | Bahrain-Mer. | s.t.     |

| Pos. | Corridore       | Squadra      | Tempo     |
| ---- | --------------- | ------------ | --------- |
| 1    | Nairo Quintana  | Movistar     | 90h00'38" |
| 2    | Vincenzo Nibali | Bahrain-Mer. | a 39"     |
| 3    | Thibaut Pinot   | FDJ          | a 43"     |

Descrizione e riassunto

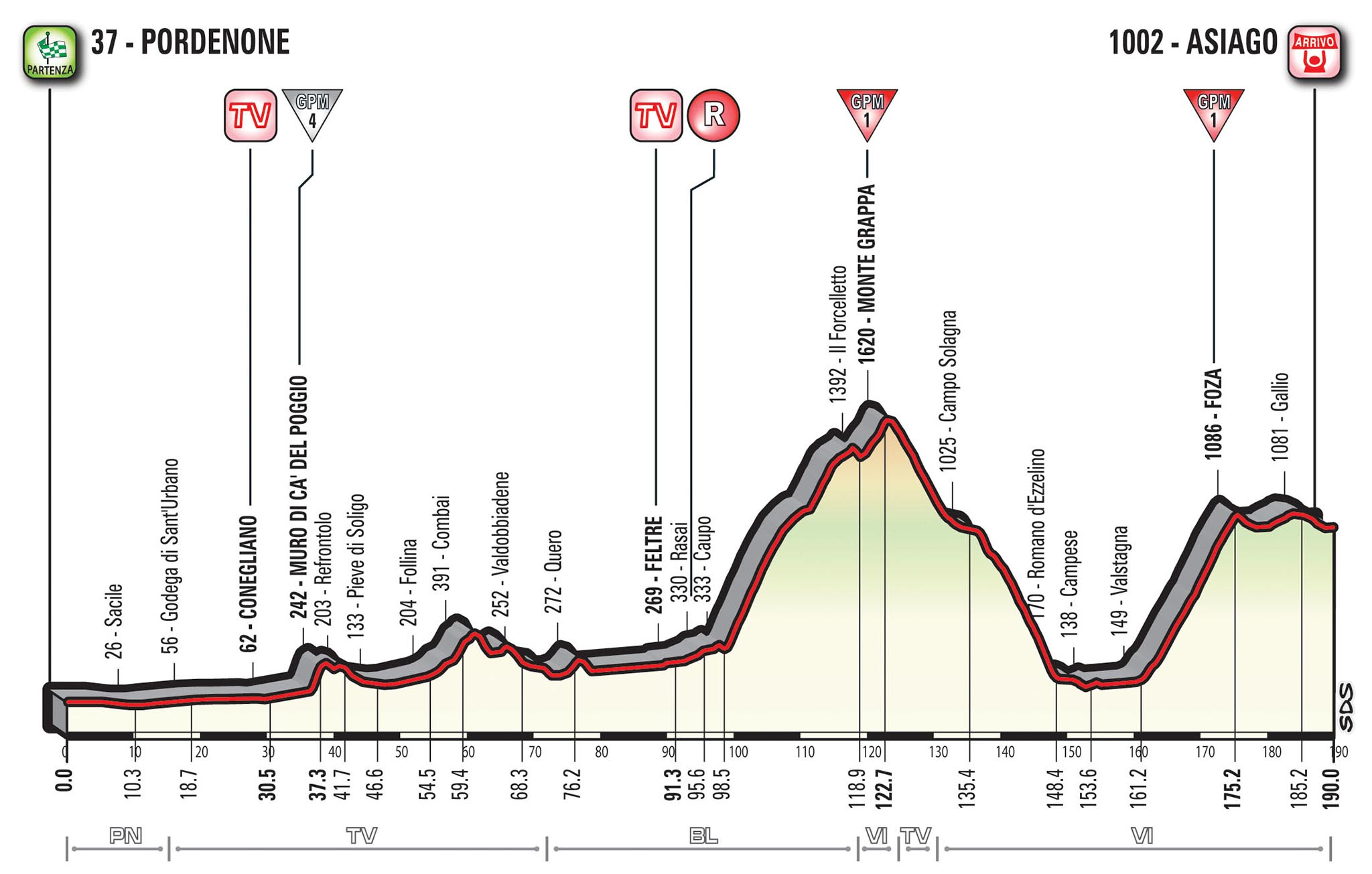

Ventesima tappa con le ultime salite del giro col Monte Grappa da scalare e l'ultima ascesa ad Asiago.
Pinot vince la frazione davanti a Zakarin e Nibali, con loro arrivano Pozzovivo, scattato ai 400 dall'arrivo, e Quintana. Staccati di 15" Jungels, Yates, Reichenbach, Mollema e Dumoulin. Hirt a 20".
Quintana resta primo in classifica davanti a Nibali (a 39") e Pinot (a 43"). Dumoulin perde il podio e scivola al quarto posto con 53" di ritardo, pur rimanendo favorito per la vittoria finale del Giro 100. Zakarin quinto a 1'15", Pozzovivo a 1'30", davanti a Mollema, Yates, Jungels, Formolo, Polanc e Hirt.

### 21ª tappa
- 28 maggio: Monza > Milano – Cronometro individuale – 29,3 km

Risultati
| Pos. | Corridore        | Squadra  | Tempo  |
| ---- | ---------------- | -------- | ------ |
| 1    | Jos van Emden    | Lotto NL | 33'08" |
| 2    | Tom Dumoulin     | Sunweb   | a 15"  |
| 3    | Manuel Quinziato | BMC      | a 27"  |

| Pos. | Corridore       | Squadra      | Tempo     |
| ---- | --------------- | ------------ | --------- |
| 1    | Tom Dumoulin    | Sunweb       | 90h34'54" |
| 2    | Nairo Quintana  | Movistar     | a 31"     |
| 3    | Vincenzo Nibali | Bahrain-Mer. | a 40"     |

Descrizione e riassunto

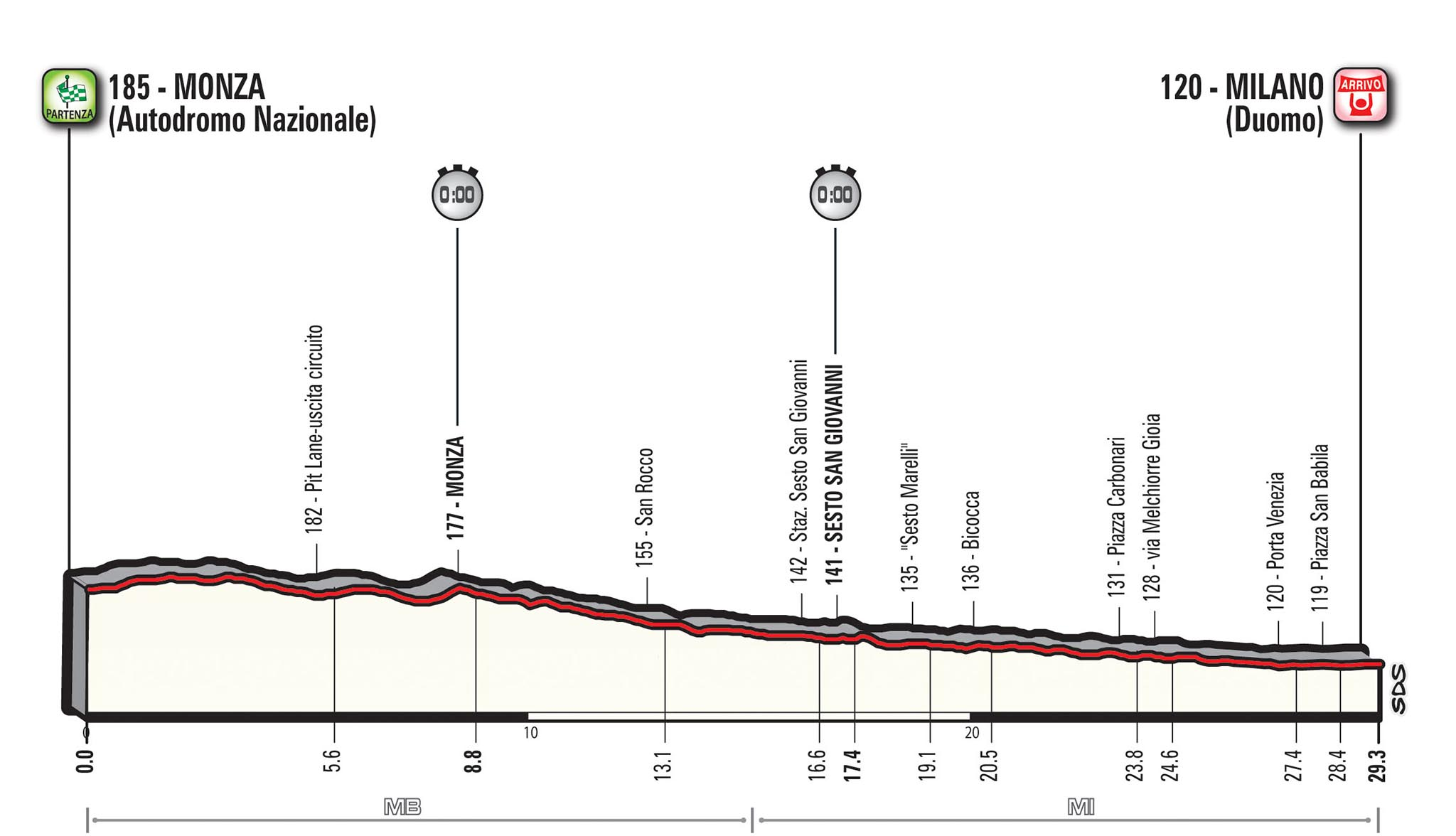

Nella cronometro conclusiva da Monza a Milano, 29,3 km totali, Jos van Emden precede il favorito di giornata Tom Dumoulin, che vince la corsa rosa. Terzo Quinziato, davanti a Kiryenka, Joey Rosskopf e Jan Bárta. Jungels ottavo strappa la maglia di miglior giovane ad Adam Yates. Nibali chiude tredicesimo a 1'09" da van Emden, Quintana a 1'39", Pinot a 1'42".
Dumoulin stacca di 31" Quintana, di 40" Nibali, Pinot è quarto a 1'17". Zakarin quinto seguito da Pozzovivo, Mollema, Jungels, Yates, Formolo, Polanc e Hirt. Landa chiude diciassettesimo, Van Garderen ventesimo, Pellizotti ventunesimo davanti a Rolland. Landa vince la classifica scalatori e il premio di più combattivo, Gaviria la classifica a punti.

## Evoluzione delle classifiche
| Tappa              | Vincitore          | Classifica generale Maglia rosa | Classifica a punti Maglia ciclamino | Classifica scalatori Maglia azzurra | Classifica giovani Maglia bianca | Classifica a squadre | Classifica Super Team |
| ------------------ | ------------------ | ------------------------------- | ----------------------------------- | ----------------------------------- | -------------------------------- | -------------------- | --------------------- |
| 1ª                 | Lukas Pöstlberger  | Lukas Pöstlberger               | Lukas Pöstlberger                   | Cesare Benedetti                    | Lukas Pöstlberger                | Bora-Hansgrohe       | Bora-Hansgrohe        |
| 2ª                 | André Greipel      | André Greipel                   | André Greipel                       | Daniel Teklehaimanot                | Lukas Pöstlberger                | Orica-Scott          | Lotto-Soudal          |
| 3ª                 | Fernando Gaviria   | Fernando Gaviria                | André Greipel                       | Daniel Teklehaimanot                | Fernando Gaviria                 | Quick-Step Floors    | Team Dimension Data   |
| 4ª                 | Jan Polanc         | Bob Jungels                     | André Greipel                       | Jan Polanc                          | Bob Jungels                      | Cannondale-Drapac    | UAE Team Emirates     |
| 5ª                 | Fernando Gaviria   | Bob Jungels                     | Fernando Gaviria                    | Jan Polanc                          | Bob Jungels                      | Cannondale-Drapac    | Quick-Step Floors     |
| 6ª                 | Silvan Dillier     | Bob Jungels                     | Fernando Gaviria                    | Jan Polanc                          | Bob Jungels                      | Cannondale-Drapac    | Quick-Step Floors     |
| 7ª                 | Caleb Ewan         | Bob Jungels                     | Fernando Gaviria                    | Jan Polanc                          | Bob Jungels                      | UAE Team Emirates    | Quick-Step Floors     |
| 8ª                 | Gorka Izagirre     | Bob Jungels                     | Fernando Gaviria                    | Jan Polanc                          | Bob Jungels                      | UAE Team Emirates    | Quick-Step Floors     |
| 9ª                 | Nairo Quintana     | Nairo Quintana                  | Fernando Gaviria                    | Jan Polanc                          | Davide Formolo                   | Movistar Team        | Quick-Step Floors     |
| 10ª                | Tom Dumoulin       | Tom Dumoulin                    | Fernando Gaviria                    | Jan Polanc                          | Bob Jungels                      | Movistar Team        | Quick-Step Floors     |
| 11ª                | Omar Fraile        | Tom Dumoulin                    | Fernando Gaviria                    | Jan Polanc                          | Bob Jungels                      | Movistar Team        | Quick-Step Floors     |
| 12ª                | Fernando Gaviria   | Tom Dumoulin                    | Fernando Gaviria                    | Omar Fraile                         | Bob Jungels                      | Movistar Team        | Quick-Step Floors     |
| 13ª                | Fernando Gaviria   | Tom Dumoulin                    | Fernando Gaviria                    | Omar Fraile                         | Bob Jungels                      | Movistar Team        | Quick-Step Floors     |
| 14ª                | Tom Dumoulin       | Tom Dumoulin                    | Fernando Gaviria                    | Tom Dumoulin                        | Bob Jungels                      | Movistar Team        | Quick-Step Floors     |
| 15ª                | Bob Jungels        | Tom Dumoulin                    | Fernando Gaviria                    | Tom Dumoulin                        | Bob Jungels                      | Movistar Team        | Quick-Step Floors     |
| 16ª                | Vincenzo Nibali    | Tom Dumoulin                    | Fernando Gaviria                    | Mikel Landa                         | Bob Jungels                      | Movistar Team        | Quick-Step Floors     |
| 17ª                | Pierre Rolland     | Tom Dumoulin                    | Fernando Gaviria                    | Mikel Landa                         | Bob Jungels                      | Movistar Team        | Quick-Step Floors     |
| 18ª                | Tejay van Garderen | Tom Dumoulin                    | Fernando Gaviria                    | Mikel Landa                         | Adam Yates                       | Movistar Team        | Quick-Step Floors     |
| 19ª                | Mikel Landa        | Nairo Quintana                  | Fernando Gaviria                    | Mikel Landa                         | Adam Yates                       | Movistar Team        | Quick-Step Floors     |
| 20ª                | Thibaut Pinot      | Nairo Quintana                  | Fernando Gaviria                    | Mikel Landa                         | Adam Yates                       | Movistar Team        | Quick-Step Floors     |
| 21ª                | Jos van Emden      | Tom Dumoulin                    | Fernando Gaviria                    | Mikel Landa                         | Bob Jungels                      | Movistar Team        | Quick-Step Floors     |
| Classifiche finali | Classifiche finali | Tom Dumoulin                    | Fernando Gaviria                    | Mikel Landa                         | Bob Jungels                      | Movistar Team        | Quick-Step Floors     |

Maglie indossate da altri ciclisti in caso di due o più maglie vinte
- Nella 2ª tappa Caleb Ewan ha indossato la maglia ciclamino al posto di Lukas Pöstlberger.
- Nella 2ª tappa Jasper Stuyven ha indossato la maglia bianca al posto di Lukas Pöstlberger.
- Nella 3ª tappa Caleb Ewan ha indossato la maglia ciclamino al posto di André Greipel.
- Nella 4ª tappa Lukas Pöstlberger ha indossato la maglia bianca al posto di Fernando Gaviria.
- Dalla 5ª alla 9ª tappa Adam Yates ha indossato la maglia bianca al posto di Bob Jungels.
- Nella 15ª e 16ª tappa Omar Fraile ha indossato la maglia azzurra al posto di Tom Dumoulin.

### Altre classifiche
| Tappa              | Traguardi Volanti    | Premio Fuga          | Combattività         | Fair Play           |
| ------------------ | -------------------- | -------------------- | -------------------- | ------------------- |
| 1ª                 | Daniel Teklehaimanot | Pavel Brutt          | Daniel Teklehaimanot | Bora-Hansgrohe      |
| 2ª                 | Daniel Teklehaimanot | Daniel Teklehaimanot | Daniel Teklehaimanot | Lotto-Soudal        |
| 3ª                 | Daniel Teklehaimanot | Daniel Teklehaimanot | Daniel Teklehaimanot | Quick-Step Floors   |
| 4ª                 | Daniel Teklehaimanot | Daniel Teklehaimanot | Daniel Teklehaimanot | Quick-Step Floors   |
| 5ª                 | Daniel Teklehaimanot | Daniel Teklehaimanot | Fernando Gaviria     | Quick-Step Floors   |
| 6ª                 | Daniel Teklehaimanot | Daniel Teklehaimanot | Jasper Stuyven       | Quick-Step Floors   |
| 7ª                 | Daniel Teklehaimanot | Daniel Teklehaimanot | Fernando Gaviria     | Quick-Step Floors   |
| 8ª                 | Daniel Teklehaimanot | Daniel Teklehaimanot | Fernando Gaviria     | Quick-Step Floors   |
| 9ª                 | Daniel Teklehaimanot | Daniel Teklehaimanot | Fernando Gaviria     | FDJ                 |
| 10ª                | Daniel Teklehaimanot | Daniel Teklehaimanot | Fernando Gaviria     | Trek-Segafredo      |
| 11ª                | Daniel Teklehaimanot | Daniel Teklehaimanot | Fernando Gaviria     | Trek-Segafredo      |
| 12ª                | Daniel Teklehaimanot | Daniel Teklehaimanot | Fernando Gaviria     | Trek-Segafredo      |
| 13ª                | Pavel Brutt          | Pavel Brutt          | Fernando Gaviria     | Trek-Segafredo      |
| 14ª                | Pavel Brutt          | Pavel Brutt          | Fernando Gaviria     | FDJ                 |
| 15ª                | Pavel Brutt          | Pavel Brutt          | Fernando Gaviria     | Trek-Segafredo      |
| 16ª                | Pavel Brutt          | Pavel Brutt          | Fernando Gaviria     | Trek-Segafredo      |
| 17ª                | Pavel Brutt          | Pavel Brutt          | Fernando Gaviria     | Trek-Segafredo      |
| 18ª                | Pavel Brutt          | Pavel Brutt          | Fernando Gaviria     | Trek-Segafredo      |
| 19ª                | Daniel Teklehaimanot | Pavel Brutt          | Mikel Landa          | Team Dimension Data |
| 20ª                | Daniel Teklehaimanot | Pavel Brutt          | Mikel Landa          | Bora-Hansgrohe      |
| 21ª                | Daniel Teklehaimanot | Pavel Brutt          | Mikel Landa          | Bora-Hansgrohe      |
| Classifiche finali | Daniel Teklehaimanot | Pavel Brutt          | Mikel Landa          | Bora-Hansgrohe      |

## Classifiche finali

### Classifica generale - Maglia rosa
| Pos. | Corridore          | Squadra      | Tempo     |
| ---- | ------------------ | ------------ | --------- |
| 1    | Tom Dumoulin       | Sunweb       | 90h34'54" |
| 2    | Nairo Quintana     | Movistar     | a 31"     |
| 3    | Vincenzo Nibali    | Bahrain-Mer. | a 40"     |
| 4    | Thibaut Pinot      | FDJ          | a 1'17"   |
| 5    | Il'nur Zakarin     | Katusha      | a 1'56"   |
| 6    | Domenico Pozzovivo | AG2R         | a 3'11"   |
| 7    | Bauke Mollema      | Trek         | a 3'41"   |
| 8    | Bob Jungels        | Quick-Step   | a 7'04"   |
| 9    | Adam Yates         | Orica        | a 8'10"   |
| 10   | Davide Formolo     | Cannondale   | a 15'17"  |

### Classifica a punti - Maglia ciclamino
| Pos. | Corridore            | Squadra    | Punti |
| ---- | -------------------- | ---------- | ----- |
| 1    | Fernando Gaviria     | Quick-Step | 325   |
| 2    | Jasper Stuyven       | Trek       | 192   |
| 3    | Sam Bennett          | Bora       | 117   |
| 4    | Daniel Teklehaimanot | Dimension  | 100   |
| 5    | Lukas Pöstlberger    | Bora       | 98    |

### Classifica scalatori - Maglia azzurra
| Pos. | Corridore         | Squadra    | Punti |
| ---- | ----------------- | ---------- | ----- |
| 1    | Mikel Landa       | Sky        | 224   |
| 2    | Luis León Sánchez | Astana     | 118   |
| 3    | Omar Fraile       | Dimension  | 104   |
| 4    | Nairo Quintana    | Movistar   | 70    |
| 5    | Pierre Rolland    | Cannondale | 70    |

### Classifica giovani - Maglia bianca
| Pos. | Corridore       | Squadra    | Tempo      |
| ---- | --------------- | ---------- | ---------- |
| 1    | Bob Jungels     | Quick-Step | 90h41'58"  |
| 2    | Adam Yates      | Orica      | a 1'06"    |
| 3    | Davide Formolo  | Cannondale | a 8'13"    |
| 4    | Jan Polanc      | UAE        | a 11'02"   |
| 5    | Laurens De Plus | Quick-Step | a 1h12'56" |

### Classifica a squadre - Trofeo Winning Team
| Pos. | Squadra           | Tempo      |
| ---- | ----------------- | ---------- |
| 1    | Movistar Team     | 272h21'54" |
| 2    | AG2R La Mondiale  | a 59'46"   |
| 3    | FDJ               | a 1h19'56" |
| 4    | Bahrain-Merida    | a 1h24'52" |
| 5    | Cannondale-Drapac | a 1h27'19" |

### Classifica a squadre - Trofeo Super Team
| Pos. | Squadra           | Punti |
| ---- | ----------------- | ----- |
| 1    | Quick-Step Floors | 516   |
| 2    | UAE Team Emirates | 355   |
| 3    | Team Sky          | 323   |
| 4    | Bora-Hansgrohe    | 308   |
| 5    | Movistar Team     | 297   |